# Reichenbach (Gengenbach)
Reichenbach ist eine Ortschaft der Stadt Gengenbach im Ortenaukreis in Baden-Württemberg, rund 10 Kilometer südlich von Offenburg. Reichenbach besteht aus seinem Dorfkern Reichenbach und den fünf Ortsteilen Mittelbach, Schwärzenbach, Sondersbach, Haigerach und Pfaffenbach. Die Ortschaft zählt rund 1.900 Einwohner.

## Geographie
Reichenbach liegt in einem breiten Seitental des vorderen Kinzigtals im Mittleren Schwarzwald, rund drei Kilometer nördlich von Gengenbach. Die Gemarkung reicht von der Kinzig bis weit ins Bergland hinein. Zu ihr gehören das Dorf Reichenbach, die Höfe Binzmatte, Haigerach, Hohgrund, Höllhof, Mittelbach, Mooshof, Pfaffenbach, Schlehenwald, Schwärzenbach und Sondersbach, die Wohnplätze Gaishut und Sägmühle und die abgegangenen Ortschaften Grube und Schnaiberg.
Die Ortschaft erstreckt sich von 171 m am Ausfluss des Reichenbachs in die Kinzig im Südwesten, bis auf 876,9 m ü. NHN auf dem Siedigkopf im Nordosten, der wie der nahe Mooskopf (auch Geißschleifkopf genannt, 871,3 m ü. NHN) ein Gipfel der Moos ist, über den die Stadt- und Teilortgrenze gegen Nordrach läuft.
Von der Kinzig bis zur Moos erstreckt sich die Gemarkung über etwa 8,5 km, quer dazu erreicht die Gemarkung eine maximale Breite von etwa 5,5 km. Die Reichenbacher Gemarkung ist mit 2.762,97 ha mehr als vier Mal so groß, wie die des zentralen Gengenbachs (653,25 ha) und die zehntgrößte des Ortenaukreises. Etwa 1.800 ha der Gemarkung sind von Wald bedeckt, davon sind etwa 800 ha Privatwald, 800 ha Staatswald, 140 ha Gemeindewald und 60 ha Kirchenwald.
Die heutige Siedlung Reichenbachs bietet vom Kinzigtal her den Anblick einer schier endlosen Straßensiedlung, die sich erst im Bereich der Hubstraße verbreitert und nach der Mühlmatt in die rein erhaltenen Hofsiedlungen übergeht.
Durch das Reichenbachtal fließt der namensgebende 9 Kilometer lange Reichenbach, welcher am Fuße des Reichenbachtales in die Kinzig mündet. In den Reichenbach münden wiederum der Mühlbach, der Mittelbach, der Schwärzenbach und der Sondersbach. Durch das Haigerachtal fließt der namengebende 7,5 Kilometer lange Haigerach, in den der Pfaffenbach mündet, bevor er auf der Gemarkung Gengenbachs in die Kinzig mündet.
Der L99-Kreisverkehr auf der Reichenbacher Gemarkung liegt geografisch fast genau am Mittelpunkt des Ortenaukreises.

### Nachbargemeinden
Die Grenze der Gemarkung verläuft im Norden gegen die Gemeinde Durbach und die Gemarkung Ödsbach, ein Teilort von Oberkirch, im Osten gegen die Gemeinde Nordrach, im Süden gegen die Gemarkung des Gengenbacher Teilorts Schwaibach und die der Stadt Gengenbach selbst, im Südwesten kurz längs der Kinzig gegen die Gemeinde Berghaupten und im Nordwesten gegen die Gemeinde Ohlsbach.
Früher grenzte Reichenbach auch an die Gemarkung Nordrach Fabrik, diese wurde jedoch 1929 nach Nordrach eingemeindet und ist heute als Nordrach-Kolonie bekannt.

### Flurnamen
Reichenbach:
Wolfshag, Grün, Hoheld, Herg, Hub, Runzenmatt, Deichfeld, Remersbühnd, Spöcke
Schwärzenbach:
Wannenmatt, Binzengraben, Felsenmatt, Rebacker, Rebdobel, Lochenacker, Scheibenköpfle, Höll (Buttenhöll), Gaicht
Mittelbach:
Scheidegrund, Hasendobel, Senderbach, Moosbach, Späneplatz, Linde, Störhalte, Finkeneck, Schlewald, Helsenbühl (Stachelbeeren), Krähendobel, Holzmatt, Eichhalde, Hohgrund
Sondersbach:
Rebacker, Roßmatt, Spitzwinkelbrunnen, Harzhütte, Gerstenacker, Rennhalde, Heidengraben, Lehdobel, Schwandeck, Stockacker
Haigerach und Pfaffenbach:
Bruacker, Bühnd, Schwarzrain, Sorben (Bergbau), Sauerstein, Alt Gengenbach, Kornebene
Waldgebiete:
Sommerwald, Buchrain, Rothwäldele, Herrenwäldele, Niederholz, Nellenwald, Gaishaut, Schneitberg, Mooswald, Stockwald, Krähenwald, Kohlerwald, Holzwald, Schlehenwald, Immensteinwäldele

## Geschichte

### Von der Gründung bis 1800
Reichenbach wurde im 12. Jahrhundert von Mönchen des Benediktiner-Klosters Gengenbach gerodet. Überlieferungen erzählen, dass ein Mönch mit Namen Richo(w) die Aufgabe erhielt, das im Norden seiner Abtei gelegene Tal urbar zu machen. Daraus entstand zunächst der Name Richenbach, aus dem das heutige Reichenbach wurde. Eine erste urkundliche Nennung Reichenbachs erfolgte im Jahr 1235 n. Chr., jedoch wurde ein Dinghof in Reichenbach bereits 1139 urkundlich erwähnt. Neben Reichenbach ließ das Kloster unter anderem auch den Haigerach roden, um Bauernhöfe für die Versorgung mit Lebensmitteln sicherzustellen. In einer zweiten Rodungsphase wurden die hinteren Täler (Schwärzenbach, Sondersbach, Mittelbach, Pfaffenbach, Gaishut) gerodet und besiedelt. Sowohl die St. Peter und Paul-Kapelle in Reichenbachtal, als auch die St. Michael-Kapelle im Haigerach wurden im 12. Jahrhundert gebaut. Die Kapelle in Reichenbach wurde erstmals 1235 erwähnt, die Kapelle im Haigerach 1298. Laut Stiftungsurkunden wurden wöchentlich zwei bis drei Messen in der Peter und Paul-Kapelle abgehalten. Der älteste Wohnbezirk war die Kurie Reichenbach-Hub rings um die St. Peter und Paul-Kapelle. Kurz danach wurde eine Siedlung im Haigerach erwähnt. Im 13. Jahrhundert dürfte wohl der Höllhof entstanden sein. Im 14. Jahrhundert wurde die Binzmatt gerodet. Bis ins 16. Jahrhundert wurde im Haigerach geflößt. Laut Grundstein im Keller, wurde das Gebäude in welchem sich heute das Martinsteinhiesle befindet, schon 1620 erbaut.
Ursprünglich wurde die grundherrliche und hoheitliche Verwaltung durch die Klosterhöfe übernommen. Die Täler bildeten je eine Geburschaft mit dem Vogt an der Spitze. 1366 wurden sie Teil der freien Reichsstadt Gengenbach. Die Geburschaften in Reichenbach bildeten zusammen eine Wirtschaftsgemeinschaft, den Stab Reichenbach mit einem Heimburge als örtlichen Vollzugsbeamten der Stadt und Stabhalter.
Sagenumwoben ist auch der Martinstein im Mittelbachtal. Der Sandstein trägt den Namen des frommen Bauern Martin Späth, der jeden Abend dort sein Nachtgebet sprach. Schließlich wurde ihm auf diesem Stein offenbart, dass der Name seines Geschlechts auf seinem Hofgut nie aussterben werde. In dem Sandstein soll man noch heute die Spuren des Martin Späth erkennen können. Der 1,20 m lange und 80 cm breite Martinstein ist noch heute ein beliebtes Wanderziel. Der fromme Bauer Späth ist nicht nur durch den Martinstein heute noch bekannt. Eine Sage erzählt, der Hofgrundbauer habe für sein Begräbnis eine eigenartige Vorgehensweise festgelegt. Sein Wunsch war, das der Sarg mit seinem Leichnam, auf einem Wagen von zwei jungen Ochsen gezogen wurde und ihnen freien Lauf gelassen wurde. Wie der Bauer es bestimmt hatte, wurde an der Stelle, wo sein Totenwagen zum ersten Mal anhielt, ein Bildstock errichtet. Am zweiten Halt, an dem das Ochsengespann mit dem Sarg hielt, wurde eine Kapelle, die Peter und Paul-Kapelle, gebaut. Und wie der Bauer es wünschte, wurde an der Stelle, wo das Gespann zum dritten Mal anhielt, eine Kirche erbaut, die seinem Namenspatron Sankt Martin geweiht wurde. Diese ist die St. Martinkirche in Gengenbach.
Bis zur Zerstörung im Dreißigjährigen Krieg existierte auf der Reichenbacher Gemarkung direkt an der Kinzig der Weiler Herg, ein damals selbstständiges Lehen der Abtei Gengenbach. Heute erinnert nur noch der Flurname "Auf der Herg" an den Weiler.
Mindestens seit dem 16. Jahrhundert wurde auf der heutigen Gemarkung Reichenbach Bergbau betrieben. Bekannt ist unter anderem die Grube Silberbrünnle im Haigerach, dort wurde nach Blei-, Silber- und Kupfererzen gesucht. Zudem wurde unter anderem Tsumcorit, Arseniosiderit, Libethenit, Cornubit, Gartrellit, Pseudomalachit, Reichenbachit und Klinoklas gefunden. Der Eingang zur damaligen Grube ist heute verschüttet, die Bergbauhalde, auf welche nicht brauchbare Steine von den Bergleute entsorgt wurden, ist heute noch sichtbar. 1909, kurz nach Beginn des 20. Jahrhunderts, wurden die Bergbau-Aktivitäten eingestellt. Doch auch im Mittelbach wurde Bergbau betrieben. 1708 wurde der heutige Göppert-Hof erbaut. 1732 wurde die erste Glocke der St. Peter und Paul-Kapelle gegossen. 1789 regte sich in Reichenbach Widerstand und einige Bauern verweigerten Frondienste. Man rottete sich zusammen und man zog gemeinsam nach Gengenbach um bei Rat der Stadt ihre Forderungen vorzubringen, vor allem den Verfall der Kapelle zu unterbinden.

### 19. Jahrhundert
Lange Zeit gehörte Reichenbach herrschaftlich zu Gengenbach, erst 1803 wurde der Ort zum ersten Mal eigenständig, da durch den Reichsdeputationshauptschluss alle Reichsstädte und Reichsabteien der Ortenau aufgelöst wurden und in die Obhut der Markgrafschaft Baden übergingen. Im 19. Jahrhundert ist der Wegzug von Reichenbacher Einwohner nach Südrussland, genauer in die Schwarzmeerregion und den Kaukasus, nachgewiesen. Im 19. Jahrhundert entstand das Reichenbacher Rathaus mit der Gemeindeverwaltung. Von 1807 bis 1872 gehörte Reichenbach zur Verwaltungseinheit des Bezirksamtes Gengenbach. Bis ins 19. Jahrhundert war Pfaffenbach ein Klosterhof mit eigener Gemarkung und wurde erst 1808 Reichenbach zugeschlagen. Ebenfalls die Bezirke der Kurien Gaishut und Binzmatt waren unabhängig und wurden Reichenbach zugeschlagen. Im selben Jahr gelangte Haigerach zu Reichenbach. 1818 wurde das Galgenbrückle erbaut, auf dieser fanden bis in die 1850er-Jahre Hinrichtungen der Stadt Gengenbach statt. 1821 wurde der kleine Mooshof gebaut. Zwischen 1820 und 1826 fanden in der Kapelle nur neun stille Messen statt. 1872 wechselte Reichenbach vom Bezirksamt Gengenbach zum Bezirksamt Offenburg, wo die Gemeinde bis 1939 verblieb. Seit Mitte des 18. Jahrhunderts wurde der Schulunterricht in einem Bauernhaus durchgeführt, ab Mitte des 19. Jahrhunderts dann im Rathaus. Dieses wurde eben zu dieser Zeit erbaut. Im Jahr 1878 sind die ersten Fasendaktivitäten im Dorf belegt. Dort fand am Fasendssonntag eine Tanzveranstaltung im Gasthaus Rössle statt. 1880 wurde die Freiwillige Feuerwehr in Reichenbach gegründet, zum ersten Kommandant wurde Bürgermeister Georg Huber. Im Fragebogen Badische Volksstunde von 1895 wird beschrieben, dass der Fasnachtssonntag mit Tanzmusik unter großer Beteiligung der Einwohner gefeiert wird. 1890 wurde der Moosturm auf dem Mooskopf erbaut. 1892 folgte die Gründung der Musikkapelle.

### 20. Jahrhundert
Im Jahr 1900 ließ Albert Köhler, der Chef von Köhler Pappen, an der Mündung des Mühlbachs in den Reichenbach und kurz vor dessen Mündung in die Kinzig das erste Elektrizitätswerk des Kinzigtals bauen, welches bis zum Anschluss an das badische Stromnetz 1947 Reichenbach und die Stadt Gengenbach mit Gleichstrom versorgte. In einem Narrenblatt von 1907 wird von einer Narrenhochzeit im vorherigen Jahr geschrieben, welche in Reichenbach stattfand. Dies galt lange als ältester Nachweis der Reichenbacher Fasend. 1913 wurde das alte Schulhaus unweit des Rathauses gebaut und löste somit den Unterricht im Rathaus ab. Nach Ende des Ersten Weltkriegs wurden 27 Gefallene oder Vermisste gezählt. Insgesamt zogen 179 Reichenbacher in den Krieg. Bei der Wahl zur Verfassungsgebenden Versammlung 1919 holte die Zentrumspartei in Reichenbach 75,6 %. In den 1920ern wurde laut mündlicher Überlieferung, schon sehr aktiv die Fastnacht in Reichenbach gefeiert. 1925 weihte man eine weitere Glocke in der Peter und Paul-Kapelle ein. 1929 wurde der Gesangverein gegründet. 1930 wird die Mündung des Reichenbach in die Kinzig vom Badischen Bezirksamt als Laichplatz ausgewiesen. 1932 gewann die Zentrumspartei die Wahlen in Reichenbach mit 51,7 % und damit großem Abstand zur NSDAP (35,0 %). Am 14. August 1937 ist der Höllhof bis auf seine Grundmauern niedergebrannt und musste neu aufgebaut werden, dieser wurde 1938 an den Staat verkauft. Bereits damals entstand die Idee, daraus eine Waldarbeitsschule zu machen, konnte aber dann kriegsbedingt nicht umgesetzt werden. Nach jahrelanger Zugehörigkeit zum Bezirksamt Offenburg, wechselte Reichenbach 1939 zum neu gebildeten Landkreis Offenburg. Nach Ende des Zweiten Weltkriegs werden von den 196 Reichenbacher Kriegsteilnehmer 35 vermisst oder sind im Krieg gefallen.
Seit 1950 ist der Höllhof eine Waldarbeiterschule. Im gleichen Jahr siedelten sich die Hukla-Werke in Gengenbach an, wobei die Hälfte der Produktionsfläche in Reichenbach lag. Das Naturfreundehaus Kornebene wurde am 1. September 1950 gegründet. Die Hütte wurde bereits 1923 einmal gegründet, jedoch von den Nationalsozialisten vor dem Zweiten Weltkrieg geplündert. In diesem Jahrzehnt sind die ersten Fasnachtsumzüge in Reichenbach belegt, ab den 60ern dann auch mit Fasendswägen. Am 9. Dezember 1951 stimmten mit über 90 % die Mehrheit der Reichenbacher Bürgerinnen und Bürger gegen die Errichtung des Südweststaates und für den Erhalt des Landes Baden. Dafür bekamen sie auch Dank des damaligen Staatspräsidenten des Landes Baden Leo Wohleb. Bei der Landtagswahl 1952 wurde die CDU deutlich vor der Zentrumspartei die stärkste Kraft in Reichenbach. 1952 wurde das Feuerwehrhaus an die Feuerwehr übergeben. 1956 wurde der Sportverein gegründet. Ab demselben Jahr wurde der Ortskern um die Straßen „Schulstraße“, „Wiesenstraße“ und den oberen Teil der „Hubstraße“ (im Volksmund "Essiggass" genannt) erweitert und so die einzelnen Höfe zu einem Dorf verdichtet. Am 11. August 1957 wurde die alte Reichenbacher Sportanlage, das „Sägbachstadion“ eingeweiht. Ab 1957 galt für Reichenbach die Gemeindeordnung mit einem Bürgermeister und 10 Gemeinderäten. 1958 wurden die zweite und dritte Glocke der St. Peter und Paul-Kapelle gegossen. Im Mai 1962 wurde das neue Schulhaus mit Mehrzweckhalle erbaut. Ebenso wurde ein kleiner Edeka-Markt eröffnet. 1964 wurde der untere Teil der „Hubstraße“ erschlossen. 1965 mietete die Gengenbacher Bürgergarde den kleinen Mooshof und baute ihn zum Vereinsheim um. Im gleichen Jahr wurde die katholische Landjugendbewegung - Ortsgruppe Reichenbach gegründet. Am 10. April 1966 eröffnete die Gaststätte „Holzplatzstube“. 1969 wurde Otto Wußler völlig überraschend zum Reichenbacher Bürgermeister gewählt, obwohl dieser nicht auf dem Wahlzettel stand. In der Nacht zuvor brachten einige Mitglieder der Musikkapelle Plakate in der Gemeinde an, um Werbung für Wußler zu machen. Der eigentliche Favorit Michael Sester, ebenfalls in der Musikkapelle aktiv, verließ aus Frust den Verein und wechselte mit einer Menge weiterer Mitglieder nach Gengenbach. 1970 wurde der hintere und 1972 der vordere Teil der „Mühlmatt“ erschlossen. 1971 wurden die Narrenzunft und die Wanderfreunde gegründet, 1973 folgte der LTS und 1974 der Hausfrauenbund. 1972 wurde das Sägewerk vor dem Ortseingang stillgelegt. 1974 wurde der Kindergarten eröffnet, der die Gemeinde rund 870.000 D-Mark kostete.
1973 wurde der Landkreis Offenburg aufgelöst und man gehörte von nun an zum neu gebildeten Ortenaukreis. Dies blieb jedoch nur kurz so, denn am 1. Januar 1975 wurde die Gemeinde Reichenbach im Zuge der Gemeindereform wieder nach Gengenbach eingemeindet, obwohl man „freiwillig selbstständig“ bleiben wollte und sich in einer Befragung 96,2 % der Reichenbacher Bürgerinnen und Bürger gegen eine Eingemeindung aussprachen. Die Eingemeindung wurde am 4. Juli 1974 vom baden-württembergischen Landtag mit dem „Gesetz zum Abschluß der Neuordnung der Gemeinden“ (Paragraph 155) beschlossen. Durch diese Zwangseingemeindung war das Verhältnis zwischen dem nun Ortsteil Reichenbach und der Stadt Gengenbach die ersten Jahre sehr angespannt. Zudem brachte die Gemeinde mehrere Millionen Mark Schulden durch Investitionen in Sportanlage und Kindergarten mit und durch die Zwangseingemeindung erhielt die Stadt keinen finanziellen Zuschuss, im Gegensatz zur freiwilligen Eingemeindung von Schwaibach. 1975 wurde die neue Sportanlage auf dem Santis Claus eröffnet, diese kostete die Gemeinde für Bau und Erschließung rund 1,6 Millionen D-Mark. Im gleichen Jahr wurde der Tennisclub gegründet. Am 22. Mai 1978 verwandelten sich der Reichenbach und der Haigerach, sowie die Zuflüsse, bei einem Hochwasser in reißende Flüsse. Auf der Gemarkung Reichenbach entstand durch unterspülte Brücken und Straßen sowie weggerissenen Mauern und Böschungen ein Schaden von 2,1 Millionen D-Mark. Das Hochwasser dauerte bis zum 25. Mai. Am 8. September 1978 wurde das Vereinsheim des Sportvereins eingeweiht. 1981 gründete Ortsvorsteher Otto Wußler ein Gremium, in welchem alle Vereinsvorstände sitzen, um die Kommunikation zwischen der Ortschaft und den Vereinen zu verbessern. Diese Gremium tagt seither vier Mal im Jahr. Im selben Jahr wurde das Baugebiet „Am Amselberg und Binzmatt“ außerhalb des Ortskerns an der Gemarkungsgrenze zu Gengenbach ausgewiesen. 1986 wurde die Baugebiete „Buchrain“ und „Steingasse“ mit 43 Bauplätzen geschaffen. Ab demselben Jahr nahm man am Dorfentwicklungsprogramm teil. Am 21. Februar 1987 wurde der Narrenkeller der Narrenzunft feierlich eröffnet. 1988 wurde das Baugebiet „Knotzbühl“ ausgewiesen. 1991 wurde die historische Göppert-Mühle im Mittelbach originalgetreu restauriert. Von 1991 bis 1993 wurde der Höllhof zum Waldschulheim umgebaut. 1992 wurden der Sondersbach und der Mittelbach an die Kanalisation der Stadt Gengenbach angeschlossen. Am 6. Juni 1993 wurde die neue Hütte am Festplatz auf dem Santis Claus eingeweiht. Im selben Jahr zogen die Wanderfreunde in ihr Vereinsheim im alten Schulhaus. Im September 1994 wurde der Erweiterungsbau des Feuerwehrgerätehauses eingeweiht. Am 6. Juni 1996 gab es in Reichenbach das schwerste Hochwasser der dokumentierten Geschichte. Pro Stunde regnete es im Ortskern 170 Liter pro Quadratmeter. Die Feuerwehr musste mehrere Wohnungen und Keller, sowie den Kindergarten und die Turnhalle von den Wasser- und Schlammmassen leerpumpen. Auch die Talstraße musste wegen des Gerölls auf der Fahrbahn für den Verkehr gesperrt werden. 1997 wurden die Baugebiete „Schwandeckstraße“ und „Eichbergblick“ mit 23 Bauplätzen ausgewiesen. Am 6. Dezember 1999 war der Spatenstich für den Bau der „Nordspange“. Diese verbindet die L99 über eine Bahnunterführung mit der B33-Auffahrt in Berghaupten. Am 26. Dezember 1999 verwüstete der Orkan Lothar viel Waldfläche im Reichenbach und den Ortsteilen. Nach diesem Sturm entstand auf der Reichenbacher und Gengenbacher Gemarkung das größte Nassholzlager Europas. In diesem wurde Holz im Wert von bis zu über 25 Millionen Mark gelagert.
Siehe auch Geschichte des Höllhofs, des kleinen Mooshofes und des Martinsteinhiesles

### 21. Jahrhundert
2001 fand das erste Dorffest der Reichenbacher Vereine statt. Im Juni und im November 2003 schlossen sowohl die Reichenbacher Volksbank-Geschäftsstelle, als auch die Gaststätte „Holzplatzstube“. 2004 ging Hukla insolvent, wurde jedoch durch die Steinhoff-Gruppe übernommen, womit 600 Arbeitsplätze in Gengenbach erhalten werden konnten. Am 24. Januar 2004 wurde der Edeka-Markt geschlossen. Am 26. Dezember 2005 wurde auf dem Siedigkopf das Lothardenkmal eingeweiht. 2007 wurde von einem Jungen im Sondersbacher Wald eine Granate aus dem Zweiten Weltkrieg gefunden. Am 17. Dezember 2007 wurde die „Nordspange“ eröffnet. Der Bau kostete rund 16,7 Millionen Euro. Im Zuge deren Bau wurde ebenfalls 2007 der Reichenbacher Bahnübergang über die Gleise der Schwarzwaldbahn, welcher direkter Zugang zur Ankara-Sportanlage brachte, abgerissen, da über die Nordspange ein neuer Zugang geschaffen wurde. 2010 wurde das Gewerbegebiet „Allmend“ auf der Reichenbacher Gemarkung ausgewiesen. An dieser Stelle befand sich früher der Holzlagerplatz der Firma Hukla. 2011 übernahm ein niederländischer Investor das operative Geschäft der Steinhoff-Gruppe über die Hukla, im Jahr 2012 erfolgt jedoch die endgültige Schließung des Gengenbacher Standorts. Am 28. Februar 2012 fand in Reichenbach der erste Ortenauer Landschaftspflegetag des Landschaftserhaltungsverband Ortenaukreis e.V. statt. Im Jahr 2013 setzte der „Kreisel-Tüv“ den L99/Nordspange-Kreisverkehr in Reichenbach auf die rote Liste, weil die Dekorationen darauf, bei einem Unfall, zu einer tödlichen Gefahr werden könnte. Als auch ein Rückbau im Gespräch war, formte sich die Protestbewegung „Ein Herz für unseren Kreisel“. Trotz 3014 Unterschriften, konnte man den Rückbau der Deko und die Neugestaltung nicht verhindern. Heute sind in die Mitte des Kreisels die vier Wappen von Bermersbach, Schwaibach, Gengenbach und Reichenbach eingelassen. Am 10. April 2014 gaben die Stadt Gengenbach und die Junker-Unternehmensgruppe bekannt, dass Junker seinen Firmensitz von Nordrach nach Gengenbach verlegen werde und dazu ein Gebäude auf dem ehemaligen Hukla-Holzplatz bauen wird. 2015 wurde das Baugebiet „Dorfmitte II“ mit dem zweiten Straßenteil von „Am Wolfshag“ im Ortskern und 2017 das Gebiet „In der Spöcke“ am L99/Nordspange-Kreisverkehr außerhalb des Ortskerns als Baugebiet ausgeschrieben. 2016 musste die Mehrzweckhalle an der Schule gesperrt werden, weil das Dach einsturzgefährdet war. Im Dezember 2017 begann dann der Abriss der alten Halle. Am 15. Dezember 2016 erhielt Junker die Genehmigung für einen Hubschrauberlandeplatz auf dem geplanten Gebäude. Daraufhin protestierten Anwohner gegen diesen und reichten eine Klage ein. Im Urteil vom 19. April 2018 wies das Verwaltungsgericht Freiburg die Klage ab. Dennoch verschob man im Juni 2019 den Neubau weiter. Am 19. März 2018 fand der Spatenstich für den Neubau der Halle, die Mönch-Richo-Halle statt, welche am 1. Dezember 2019 eröffnet wurde. Die Baukosten beliefen sich auf 4,36 Millionen Euro netto, wovon 858.000 Euro Förderungen waren. Am 31. Mai 2019 kaufte die Stadt Gengenbach große Teile des Hukla-Areals mit einer Abbruchverpflichtung auf. Die Abrissarbeiten dauerten von 2020 bis 2023. Dort soll nun ein neuer Stadtteil für bis zu 1.200 Einwohner entstehen. Im Jahr 2020 wurde zudem das Interkommunale Gewerbegebiet "Kinzigpark" erschlossen, welches auf den Gemarkungen von Gengenbach und Reichenbach liegt. Im März 2021 sagte Junker den Neubau in Gengenbach endgültig ab und verkaufte das Gelände zurück an die Stadt. 2021 wurde der „Tower“ nach einem Bürgerentscheid (69,19 % für Verkauf, 30,81 % dagegen, 35,84 % Wahlbeteiligung) an private Investoren verkauft und wird seither aufwendig saniert und restauriert. Im September 2024 kündigte Markus Dreher, Inhaber der Bäckerei Dreher, an, dass ab März 2025 auf einer Teilfläche des ehemaligen Junker-Areal eine der modernsten Bäckereien Europas entstehen soll. Im Dezember 2024 wurde von der Volksbank Lahr verkündet, dass auf der restliche Teilfläche des Junker-Areals ein neues Verwaltungsgebäude errichtet werden soll.

### Erstnennungen
- Reichenbach: 1139 Richenbach, 1235 Richen(m)bach, 1235 und 1333 Reichenbach
- Haigerach: 1287 Heidinger, 1289 Heideger, 1414 Heigern, 1811 Heidiger, Hei(ai)ger
- Pfaffenbach: 1289 Phafenbach
- Schwärzenbach: 1343 Swerzenbach, 1377 Schwertzenbach, 15. Jh. Swertzenbach
- Binzmatt: 1397 Binczenmatt, Bünzmatt
- Sondersbach: 1400 Sundirstonbach, 1423 Hündirstenbach, 16. Jh. Sündirstenbach, Sundersbach, 1515 Suenderstenpach, 17. Jh. Sondersbach
- Mittelbach: 1377 und 1423 Mittelnbach
- Schlehenwald: 1421 Slewelde

### Demographie
Einwohnerzahlen nach dem jeweiligen Gebietsstand.
| Jahr | Einwohnerzahl |
| ---- | ------------- |
| 1803 | 814           |
| 1804 | 530           |
| 1814 | 731           |
| 1836 | 1.014         |
| 1852 | 1.102         |
| 1864 | 1.044         |
| 1871 | 1.058         |
| 1875 | 1.040         |
| 1880 | 1.065         |
| 1890 | 1.023         |
| 1900 | 1.023         |
| 1905 | 1.000         |
| 1910 | 1.002         |
| 1913 | 1.002         |
| 1925 | 989           |
| 1933 | 1.027         |
| 1939 | 992           |
| 1946 | 980           |
| 1950 | 1.052         |

| Jahr              | Einwohnerzahl |
| ----------------- | ------------- |
| 1956              | 1.096         |
| 6. Juni 1961      | 1.139         |
| 1963              | 1.147         |
| 1964              | 1233          |
| 27. Mai 1970      | 1.315         |
| 1975              | 1.426         |
| 31. Dezember 1979 | 1.541         |
| 1986              | 1.876         |
| 1989              | 2.000         |
| 2005              | 2.050         |
| 2016              | 2.363         |
| 2019              | 1.808         |
| 31. Dezember 2021 | 1.925         |

## Politik und Verwaltung

### Wappen
Blasonierung: „In Blau aus dem Unterrand wachsend der silbern gekleidete, golden nimbierte heilige Petrus, in der Linken vor seiner Brust einen schrägen roten Schlüssel (Bart oben, einwärts gekehrt) haltend.“

### Bürgermeister und Ortsvorsteher

Das Reichenbacher Rathaus (links) und die ehemalige Sparkassenfiliale

Bürgermeister bis zur Eingemeindung 1975:
- 1803–1804: Georg Benz Vogt
- 1804–1807: Josef Huber
- 1808–1813: Michael Späth
- 1814–1818: Michael Suhm
- 1818–1821: Reinert
- 1822–1823: Ambros Benz
- 1823–1832: Georg Wußler
- 1832–1845: Lehmann
- 1845–1876: Lorenz Beiser
- 1876–1890: Georg Huber
- 1890–1922: Willhelm Brüderle
- 1922–1933: Andreas Buß
- 1933–1945: Georg Wußler II
- 1945–1969: Andreas Benz
- 1969–1975: Otto Wußler (Freie Wähler)

Ortsvorsteher seit der Eingemeindung 1975:
- 1975–1992: Otto Wußler (Freie Wähler)
- 1992–1998: Reinhold Späth (SPD)
- 1998–2009: Willhelm Göppert (CDU)[83]
- 2009–heute: Markus Späth (Freie Wähler)[84]

### Ortschaftsratswahlen
Die Kommunalwahl am 9. Juni 2024 brachte für den Ortschaftsrat folgende Sitzverteilung:
| Insgesamt 10 Sitze - CDU: 3 - Freie Wähler: 6 - SPD: 1 | Ortschaftsrat 2024Wahlbeteiligung: 70,39 % 706050403020100 27,44 %66,81 %5,75 % CDUFWSPDGewinne und Verlusteim Vergleich zu 2019 %p 2 0 −2 −4−0,45 %p+1,27 %p−0,82 %pCDUFWSPD |

Der aktuelle Ortschaftsrat setzt sich wie folgt zusammen:
| Name                 | Partei/Liste            | Stimmen |
| -------------------- | ----------------------- | ------- |
| Späth, Markus        | Freie Wähler Gengenbach | 1.312   |
| Armbruster, Matthias | Freie Wähler Gengenbach | 1.050   |
| Wußler, Roland       | Freie Wähler Gengenbach | 1.028   |
| Harter, Britta       | Freie Wähler Gengenbach | 1.018   |
| Wußler, Jens         | Freie Wähler Gengenbach | 906     |
| Damm, Anne           | Freie Wähler Gengenbach | 362     |
| Echtle, Berthold     | CDU                     | 549     |
| Späth, Nico          | CDU                     | 482     |
| Wußler, Albert       | CDU                     | 395     |
| Stern, Jonas         | SPD                     | 573     |

Die Wahlergebnisse vergangener Ortschaftsratswahlen sind in folgender Übersicht dargestellt:
| Parteien und Wählergemeinschaften | Parteien und Wählergemeinschaften           | % 2024  | Sitze 2024 | % 2019  | Sitze 2019 | % 2014 | Sitze 2014 | % 2009  | Sitze 2009 | % 2004 | Sitze 2004 | % 1999 | Sitze 1999 |
| FW                                | Freie Wähler Gengenbach                     | 66,81   | 6          | 65,54   | 6          | 57,6   | 6          | 51,86   | 5          | 53,1   | 5          | ?      | 5          |
| CDU                               | Christlich Demokratische Union Deutschlands | 27,44   | 3          | 27,89   | 3          | 35,5   | 3          | 34,92   | 4          | 35,8   | 4          | ?      | 4          |
| SPD                               | Sozialdemokratische Partei Deutschlands     | 5,75    | 1          | 6,57    | 1          | 6,9    | 1          | 13,22   | 1          | 11,1   | 1          | ?      | 1          |
| Gesamt                            | Gesamt                                      | 100     | 10         | 100     | 10         | 100    | 10         | 100     | 10         | 100    | 10         | 100    | 10         |
| Wahlbeteiligung                   | Wahlbeteiligung                             | 70,39 % | 70,39 %    | 67,41 % | 67,41 %    | 63,1 % | 63,1 %     | 61,35 % | 61,35 %    | 61,4 % | 61,4 %     | ?      | ?          |

## Kultur und Sehenswürdigkeiten

Blick in das Reichenbachtal

### Denkmäler
In der Ortschaft und über die vielen Täler verstreut, stehen mehr als ein Dutzend Bauernhöfe, welche unter Denkmalschutz stehen, in Mittelbach der älteste, er wurde 1708 erbaut. Auch eine Fichte beim Mooshof ist als Naturdenkmal eingetragen. Die Kapelle am Ortseingang ist heute ein Baudenkmal und der „Tower“ ist ein Kulturdenkmal.
Im Dezember 1959 wurde die Gedenktafel für die Gefallenen und Vermissten der beiden Weltkriege am Rathaus eingeweiht. Seit dem 6. Juni 1996 gedenkt der SVR am Vereinsheim auf dem Santis Claus-Sportgelände mit einem Gedenkstein an die verstorbenen Mitglieder.
Am 26. Dezember 2005 wurde auf dem Siedigkopf in der Moos das Lothardenkmal eingeweiht. Dieses elf Meter hohe Denkmal wurde vom Gengenbacher Künstler Norbert Feger gestaltet, welcher sich auch um die Finanzierung kümmerte, so dass keine Steuergelder ausgegeben wurde. Das Denkmal erinnert an die "Wald-Katastrophe" des Orkan Lothar am 2. Weihnachtsfeiertag 1999.

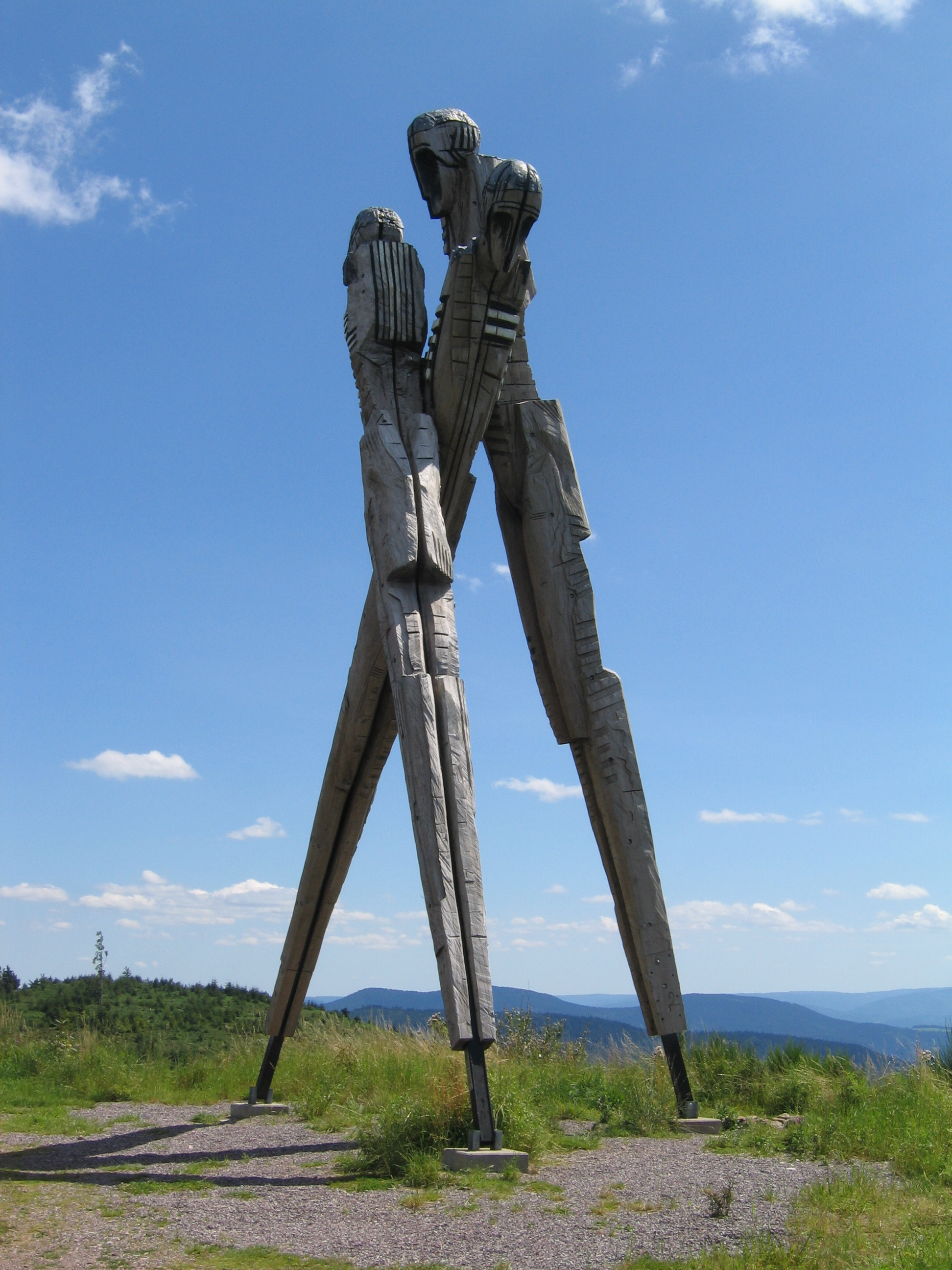
Lothardenkmal auf dem Siedigkopf

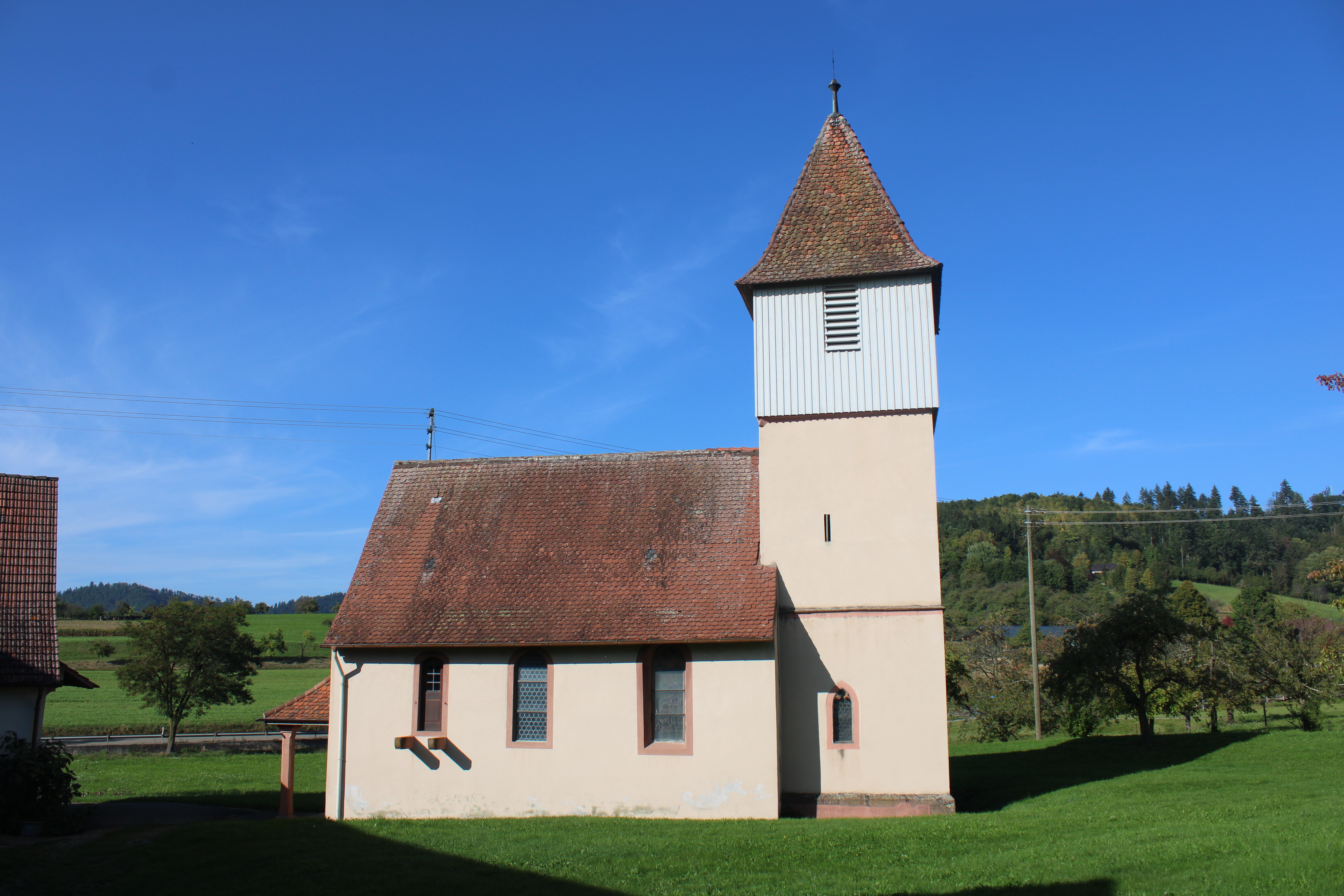
Kapelle St. Peter und Paul aus dem 13. Jahrhundert

Am 4. September 2024 wurde am Festplatz auf dem Santis Claus ein Gedenkstein zum Abschluss des beschleunigten Zusammenlegungsverfahren (BZV) enthüllt.

Inschrift des Gedenksteines:
Schwarzwaldverfahren Gengenbach/ Reichenbach
Ab 1978 führten die Ortschaft Reichenbach und die Gemeinde Ohlsbach gemeinsam das beschleunigte Zusammenlegungsverfahren (BZV) durch.
Mit diesem Verfahren ist es gelungen, Grundstücksverhältnisse neu zu ordnen und den Erfordernissen einer nachhaltigen Land- und Forstwirtschaft anzupassen.
- 3350 Hektar Fläche
- 310 Grundstückeigentümer
- 40 Hofzufahren gebaut oder erneuert
- 62,5 km Waldwege nach Sturm Lothar instandgesetzt
- 15 km Waldwege neu gebaut
- Brückensanierungen gefördert
- Hochwasserschäden beseitigt
- 780.000 Euro Förderung der Dorfentwicklung
- 5,5 Mio Euro Gesamtfördervolumen
Nach dem verheerenden Sturm Lothar am 26.12.1999 wurde das Verfahren verlängert. Im Zuge der Aufarbeitung entstand auf der Gemarkung Reichenbach das zweitweise größte Nassholzlager Europas. Dies wurde aus BZV-Mitteln finanziert. Im Jahr 2024 wurde das Verfahren offiziell beendet.
An der Mönch-Richo-Halle erinnert eine Tafel an den Namensvetter des Dorfes und der Sport- und Festhalle.

### Wanderwege
Durch Reichenbach führen viele ausgeschilderte Wanderwege, unter anderem der Kandelhöhenweg führt über die Gemarkung und ein permanenter Bildstöckleweg der Reichenbacher Wanderfreunde.

### Religionen
Seit jeher gehört Reichenbach zur Pfarrei Gengenbach. Seit der Dekanatsreform am 1. Januar 2008 gehört Reichenbach und die St. Peter und Paul-Kapelle zum Dekanat Offenburg-Kinzigtal und zudem seit 2015 zur Seelsorgeeinheit Vorderes Kinzigtal St. Pirmin.

### Museen

#### Mineraliengalerie
In der Kaiserstraße am Ortseingang befindet sich die Mineraliengalerie Suhm. Dies ist eine kleine Privatsammlung mit zahlreichen Funden aus dem Schwarzwald und auch ausgesuchter Mineralien aus anderen Herkunftsländern. Eröffnet wurde die Galerie 1993 und seither wurde die Ausstellung stetig erweitert. Mittlerweile werden auf knapp 80 m²  über 500 Ausstellungsstücke präsentiert. Im Garten des Hauses gibt es zudem einen Märchengarten. Auf einem kleinen Rundweg kann man hier durch eine detaillierte Miniaturlandschaft aus Schlösser, Burgen und Schwarzwald-Häusern laufen. In der Galerie werden auch Fossilien, Edelsteine, Bücher und Schmuck verkauft. Der Eintritt ist kostenlos.

### Bauwerke
- Die im 12. Jahrhundert erbaute St. Peter-und-Pauls-Kapelle am Eingang des Reichenbachtales
- Die ebenfalls im 12. Jahrhundert erbaute St. Michael-Kapelle im hinteren Haigerachtal

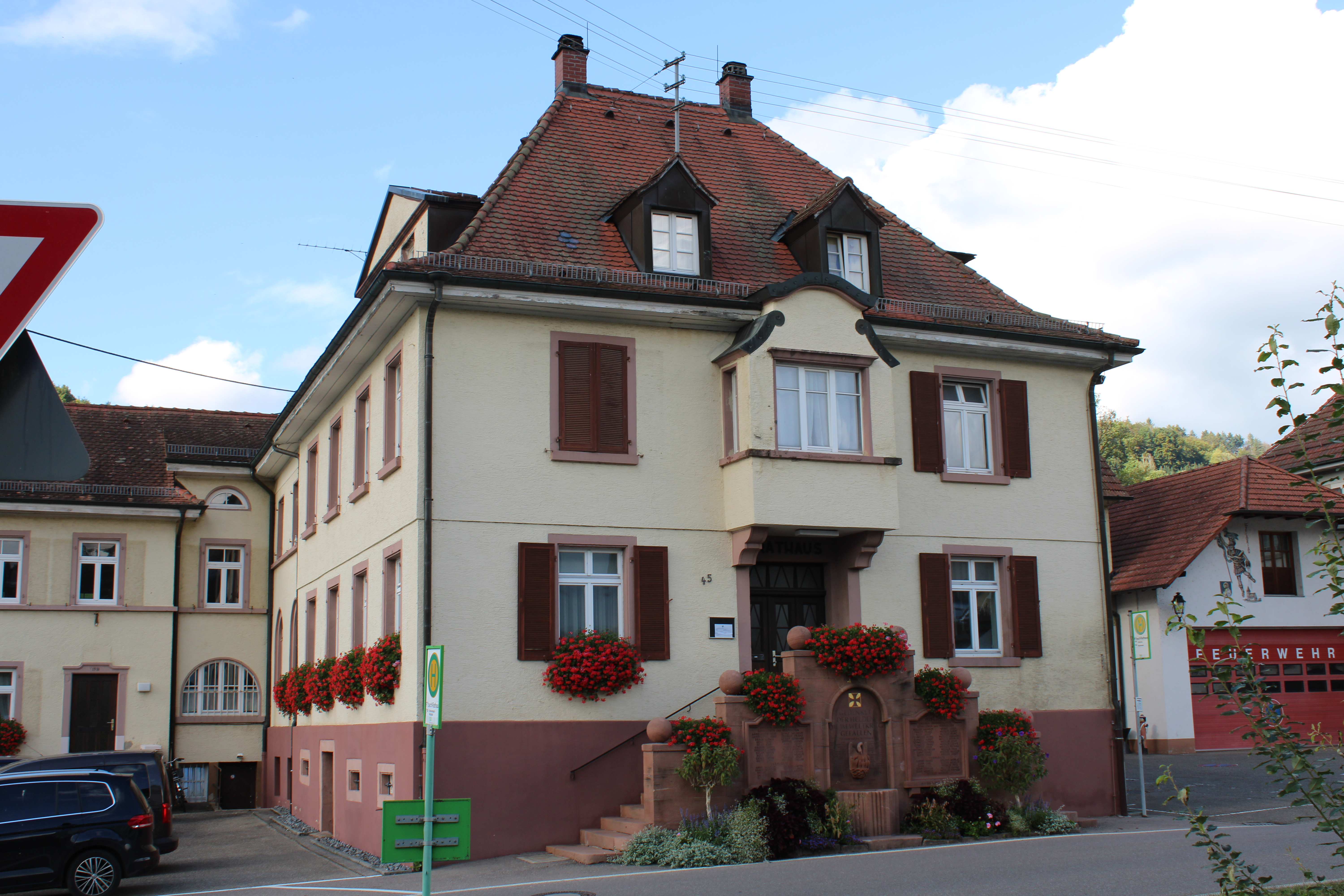
Rathaus

- RathausDas zentral im Ort gelegene Reichenbacher Rathaus, welches die Ortsverwaltung Reichenbach beherbergt
- Das Waldschulheim Höllhof im hinteren Mittelbach
- Der kleine und große Mooshof im Sondersbachtal
- Das Gebäude des Gasthauses Martinsteinhiesle im Mittelbach, mit Namensanlehnung an den sagenumwobenen Martinstein, wurde bereits 1620 erbaut
- Das alte Schulhaus, nun genutzt als Vereinsheime für die Landjugend, die Wanderfreunde, die Feuerwehr sowie des Gesangsvereins, private Wohnungen und den Narrenkeller der Narrenzunft
- Das Feuerwehrhaus, gelegen zwischen Rathaus und dem alten Schulhaus
- Das Lothardenkmal des Gengenbacher Künstlers Norbert Feger auf dem Siedigkopf, als Erinnerung an den Sturm Lothar 1999[96]
- Der Moosturm auf der Gemarkungsgrenze zu Nordrach oben auf dem MooskopfMoosturm

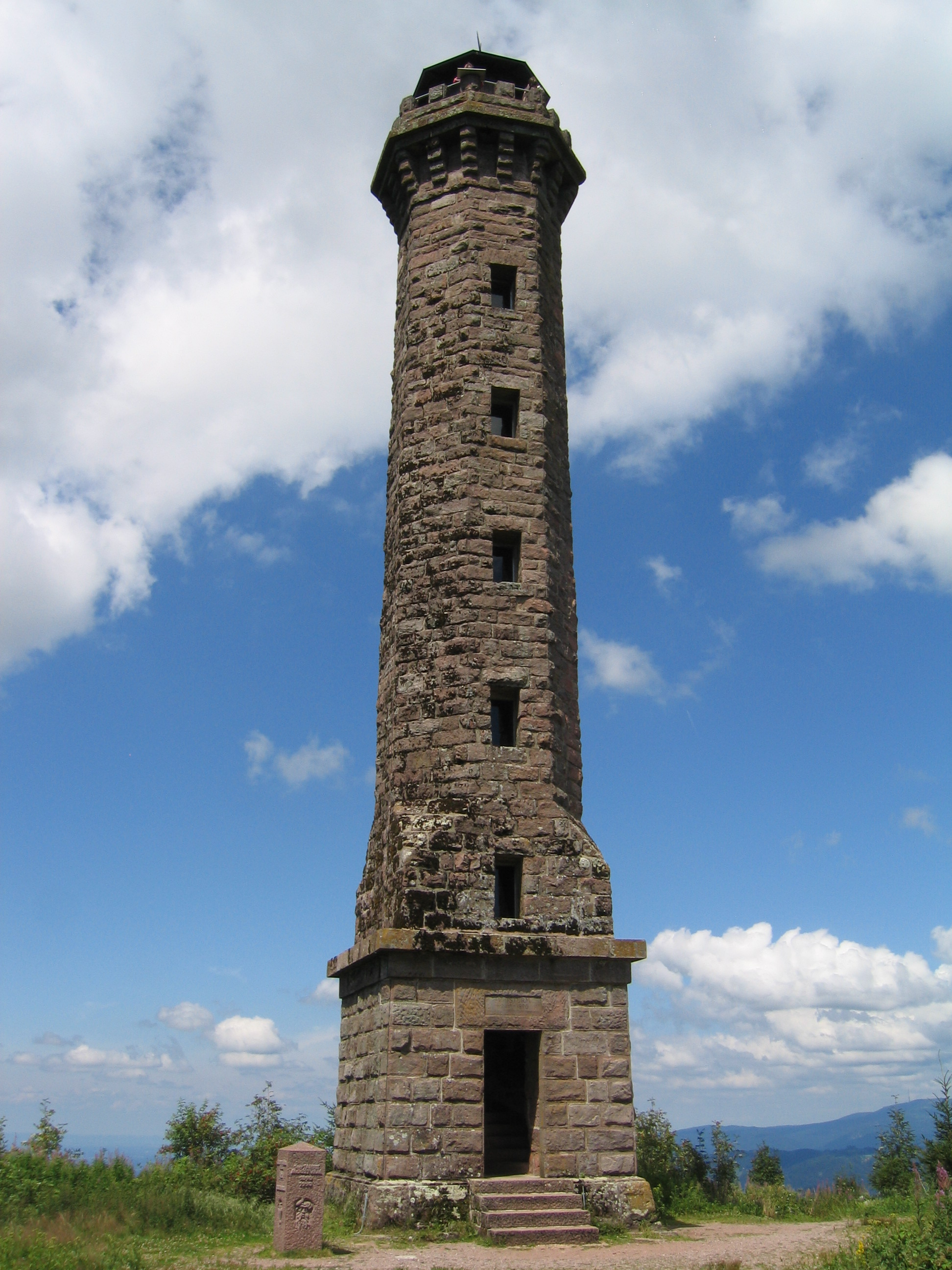
Moosturm

- Das Naturfreundehaus Kornebene im Haigerachtal
- Der „Tower“ (Turbinenstation), heute „Wasserschlössle“ genannt: am Zusammenfluss des Reichenbachs und des Mühlbachs kurz vor der Kinzigmündung steht das erste Elektrizitätswerk des Kinzigtals und des Land Baden, welches Gengenbach bis 1947 mit Strom versorgte. Erbauen ließ es der Unternehmer Albert Köhler im Jahre 1900. Heute ist es ein Kulturdenkmal und in Privatbesitz.[21]
- Die historische Göppert-Mühle im Mittelbach, welche bis 1958 in Betrieb war[52]
- Der Laufbrunnen mit dem Heiligen Nepomuk am L99-Kreisverkehr aus dem Jahr 1765[97]
- Der Schäuble-Brunnen, ein Brunnen im Reichenbacher Wald, 2006 nach dem Bundestagsabgeordneten Wolfgang Schäuble benannt[98]
- Das Galgenbrückle, einst Richtstätte der Stadt Gengenbach, 1818 erbaut, gelegen nahe der Gemarkungsgrenze zu Gengenbach[99]
- Mehrere Bildstöckle verteilt über das Reichenbachtal und alle Ortsteile

### Sport
Auf dem Santis Claus liegt das 1975 eröffnete Sportgelände. Dieses umfasst heute mehrere Fußballplätze, ein Beachsoccer/Beachvolleyball-Feld, mehrere Tennisplätze, Leichtathletikanlagen, RC-Car-Rennbahn und ein Gasthaus. Die RC-Car-Rennbahn gilt als eine der schönsten Natur-Lehmbahnen Europas. Neben dem Sportgelände auf dem Santis Claus, liegt auch der Sportplatz des Fußballvereins Ankara Gengenbach auf der Gemarkung Reichenbach. An dieser Stelle lag früher das alte Sportgelände von Reichenbach, das „Sägbachstadion“.

### Brauchtum
- Jährlich feiert die Reichenbacher Bevölkerung Ende Juni/Anfang Juli ihr Patrozinium auf dem „Petersplatz“ neben der Peter-Paul-Kapelle.
- Traditionelles Maiwecken der Musikkapelle am 1. Mai-Feiertag
- Martinsumzug der Grundschule, des Kindergarten, der Ortsverwaltung und der Narrenzunft
- Kurz vor Weihnachten gibt es das „Singen unterm Weihnachtsbaum“ des Gesangsvereins.

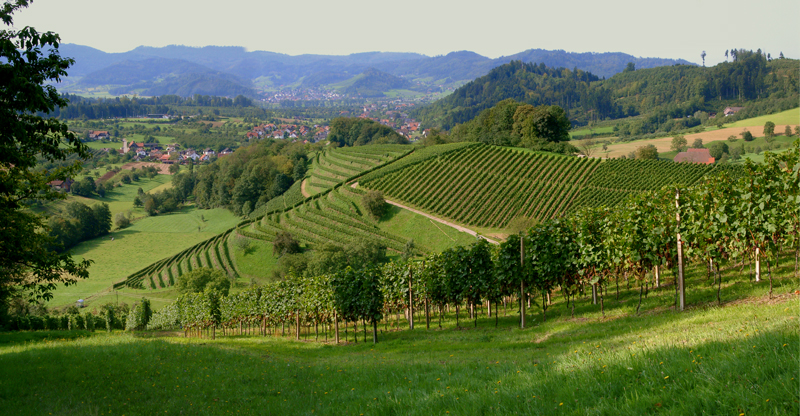
Reichenbacher Panorama

### Regelmäßige Veranstaltungen
Die Vereine der Gemeinde gestalten über das Jahr hinweg vielseitige Veranstaltungen wie zum Beispiel:
- Geführte Tageswanderungen der Wanderfreunde
- Theaterabende des Sportvereins und der Feuerwehr
- Verschiedene Veranstaltungen während der Fasend:
  - „Teufel holen“ mit Narrenbaumstellen und Party der Narrenzunft
  - Frühstück, Mittag- und Abendessen im Narrenkeller am Schmutzigen Donnerstag
  - Befreiung der Kindergarten- und Schulkinder am Schmutzigen Donnerstag
  - „Das Narrenhaus“ der Landjugend und Narrenzunft am Schmutzigen Donnerstag
  - Bunter Abend der Narrenzunft am Fasendsonntag
  - Rosenmontagsparty im Narrenkeller und Landjugendraum
  - „Schnurre und Schnaige“ im Dorf während der Fasend
  - Mittagessen und Kinderprogramm der Narrenzunft am Fasenddienstag
  - Kinderumzug durchs Dorf mit Gizigrufen am Fasenddienstag
  - Fasendverbrennung und Schlussrambo der Narrenzunft am Fasenddienstag
- Konzerte im Frühjahr, Sommer und Advent der Musikkapelle und des Gesangsverein
- Tanz in den Mai der Landjugend und der Maibaumhock der SVR-Jugend
- Hieslifest der Musikkapelle
- Schwenkbratenfest des Gesangsvereins
- mehrere Male im Sommer Grill- und Waldfeste auf dem Santis Claus-Festplatz und im alten Schulhof von Musikkapelle, Narrenzunft und Feuerwehr
- Sportfest des Sportvereins
- Käfer- und Oldtimertreffen der Gengenbacher Käferfreunde
- Weinfest der Musikkapelle
- Oktoberfest des Sportvereins
- Holzerfest
- IVV Winter- und Sommerwanderung im Februar und Juni der Wanderfreunde

### Vereinsleben

#### SV Reichenbach
Am 7. November 1956 fand auf Initiative von Ratschreiber Ludwig Suhm im Gasthaus Rössle die Gründungsversammlung des SV Reichenbach statt. Die ersten Gedanken zur Gründung eines Sportvereins in Reichenbach gab es jedoch bereits vor dem Zweiten Weltkrieg. Der Mitgliedsbeitrag lag für aktive Mitglieder bei zwei Mark und für passiven bei vier Mark. Zum ersten Vorsitzenden wurde Hermann Wußler gewählt. Am 16. Dezember um 13:15 Uhr desselben Jahres fand dann das erste Spiel statt. Im Zuge eine Wohltätigkeitsturniers zugunsten des Berghauptner Kindergarten, spielte man gegen die 2. Mannschaft des SV Berghaupten. Das Spiel wurde als Trainingsspiel deklariert, da es noch nicht für alle Spieler Spielerpässe gab. Im Januar 1957 schickte der SVR dann die erste Mannschaft in den Ligabetrieb. Die Saison verlief jedoch nicht gerade erfolgreich: drei Unentschieden, 27 Niederlagen und eine Tordifferenz von 28:120 Toren. Schon kurz nach der Vereinsgründung kam die Idee auf, ein Theaterstück aufzuführen, um die Vereinskasse aufzubessern. Gespielt wurde dieses im alten Rössle-Saal. Das Theaterspielen wurde zur Tradition und hält sich bis heute. Seit 1986 führt dabei Werner Wußler die Regie. Am 11. August 1957 wurde dann die alte Reichenbacher Sportanlage, das „Sägbachstadion“, mit einem Vereinsturnier eingeweiht, welches die SVR-A-Jugend gewann. 1958 wurde die zugehörige Vereinshütte am Sportplatz eingeweiht. 1960 wurde der Rasenplatz in Eigenarbeit um 20 Meter verlängert, sechs Meter verbreitert und mit einem Geländer versehen. 1973 errang man dann erstmals die Meisterschaft in der C-Klasse und stieg auf. Zur gleichen Zeit begann man mit der Planung der neuen Sportanlage auf dem Santis Claus. Es wurde für die Gesamtplanung ein Architekturwettbewerb ausgeschrieben. Geplant wurde ein Rasenplatz mit Flutlicht und Beregnungsanlage mit von Hand verstellbaren Regnern, Wasserentnahme vom Wasserreservoir, Tribüne mit Überdachung, 100 Meter-Laufbahn, Weitsprung- und Kugelstoßanlage, Diskusanlage, zwei Tennisplätze mit Flutlicht und Beregnung, ein Trainingsplatz mit Flutlicht und ein Schwimmbad. 1974 wurde erstmals eine Damenmannschaft gegründet. 1975 wurde die neue Sportanlage auf dem Santis Claus eröffnet, diese kostete die Gemeinde für Bau und Erschließung rund 1,6 Millionen D-Mark. Durch die Eingemeindung nach Gengenbach wurde der Bau jedoch unterbrochen und zum Beispiel das Dach über der Tribüne blieb vorerst unfertig, bis man sie in Eigeninitiative fertig baute. Schon bald wurden die Pläne wieder aufgegriffen. Der Landtagsabgeordnete Robert Ruder, Ortschafts- und Stadträte, Ortsvorsteher Otto Wußler, sowie die Verantwortlichen von Tennisclub und Sportverein brachten wieder Bewegung in die Sache. Das ursprünglich geplante Schwimmbad und der Waldparkplatz wurden aus der Planung gestrichen, dafür wurden zwei weitere Tennisplätze, ein Hartplatz und ein Umkleidehaus mit darüber liegenden Vereinsheim geplant. 1977 steig der SVR ab. Das Vereinsheim wurde von 164 Mitgliedern in über 14.000 freiwilliger Arbeitsstunden innerhalb von 18 Monaten in Eigenregie erbaut und am 9. September 1978 mit einem ökumenischen Gottesdienst eingeweiht. 1979 entstand aus der der Damenmannschaft heraus eine Gymnastik-Tanzgruppe. Am letzten Spieltag der Saison 1979/80 gewann man gegen den SV Ohlsbach und sicherte sich so den Aufstieg in die Kreisliga A-Nord. In derselben Saison gewann man dann noch die Bezirksmeisterschaft. 1980 wurden der Hartplatz und der Parkplatz am Vereinsheim fertiggestellt. Im September 1981 wurde von 20 Spielerfrauen die Freizeitgruppe im SVR gegründet. Im Sommer 1983 veranstaltete der SVR erstmals das "Krempelturnier". 1985 erschien die erste Ausgabe des seither vierteljährlich erscheinenden Vereinsmagazins, welches seit 1994 den Namen "Santis-Claus-Magazin" trägt. Zum 30-jährigen Jubiläum 1986 empfing man die Uwe Seeler-Traditionself mit zum Beispiel Bernd Hölzenbein, Wolfgang Overath und Rolf Rüssmann, welche gegen eine Ortenau-Auswahl antreten durfte. Das Spiel endete mit 16:3 für das Seeler-Team. Im gleichen Jahr gründete man die Seniorengruppe des SVR auf Idee des damaligen Vorsitzenden Heinz Harter. 1987 stieg man erneut ab. 1989 und 1990 wurde das Vereinsheim, mit weiteren 5.000 Arbeitsstunden, um ein Fitnesszentrum und eine Wirtswohnung erweitert. 1995 wurde ein Kunstrasen-Mehrzweckfeld errichtet. Seit dem 6. Juni 1996 gedenkt der SVR am Vereinsheim auf dem Santis Claus-Sportgelände mit einem Gedenkstein an die verstorbenen Mitglieder. Ebenfalls seit 1996 gibt es die Sport und Technik-Gruppe, heute EDC Kinzigtal, die seither eine Rennstrecke am Sportgelände betreibt. 2010 installierte man auf dem Dach des Vereinsheims eine Photovoltaik-Anlage und 2011 ersetzte man die alte Ölheizung durch eine Wasser/Wärmepumpe. 2011 zählte der Verein über 540 Mitglieder und die Herrenmannschaft konnte nach 24 Jahren wieder in die Kreisliga A aufsteigen. 2013 sammelte man neben Zuschüssen der Stadt und des SFVB, über 20.000 Euro an Spenden, um einen alten Hartplatz zum Spielfeld mit Naturrasen umzubauen. Zum 60-jährigen Jubiläum wurde 2016 wieder ein Damenteam gegründet. Der 60. Geburtstag wurde mit einem dreitägigen Festakt gefeiert, bei welchem unter anderem Gäste wie die Weltmeister Guido Buchwald und Uwe Bein zu Gast waren. Im Herbst 2019/Frühjahr 2020 baute der EDC eine neue Hütte an der Strecke und einen großen Fahrerstand. Zur Saison 2020/21 schloss man sich dann mit dem SV Gengenbach zusammen und gründete im Herrenbereich eine Spielgemeinschaft, welche in der Kreisliga A Süd an den Start ging. 2021 wurden die Duschen und Umkleidekabinen mit weiteren 1.000 Stunden freiwilliger Arbeit saniert, 2024/2025 folgte sie Sanierung der Toiletten im Sporthaus, der Elektrik in der Küche und der Pächterwohnung. Die zweite Mannschaft der SGGR konnte sich 2022 den Kreisliga-Titel sichern. In der Saison 2024/25 stieg die SG in die Kreisliga B ab. Im Juni 2025 stellt der SVR sein Maskottchen Leo Lux vor. Heute hat der Verein zahlreiche Untergruppen wie die Tauchergruppe, RC Car-Fahrer, Theatergruppe und viele verschiedene Fußballgruppen. Die Rennstrecke des EDC ist ein Natur-Lehmrennbahn und gilt als eine der schönsten Europas.

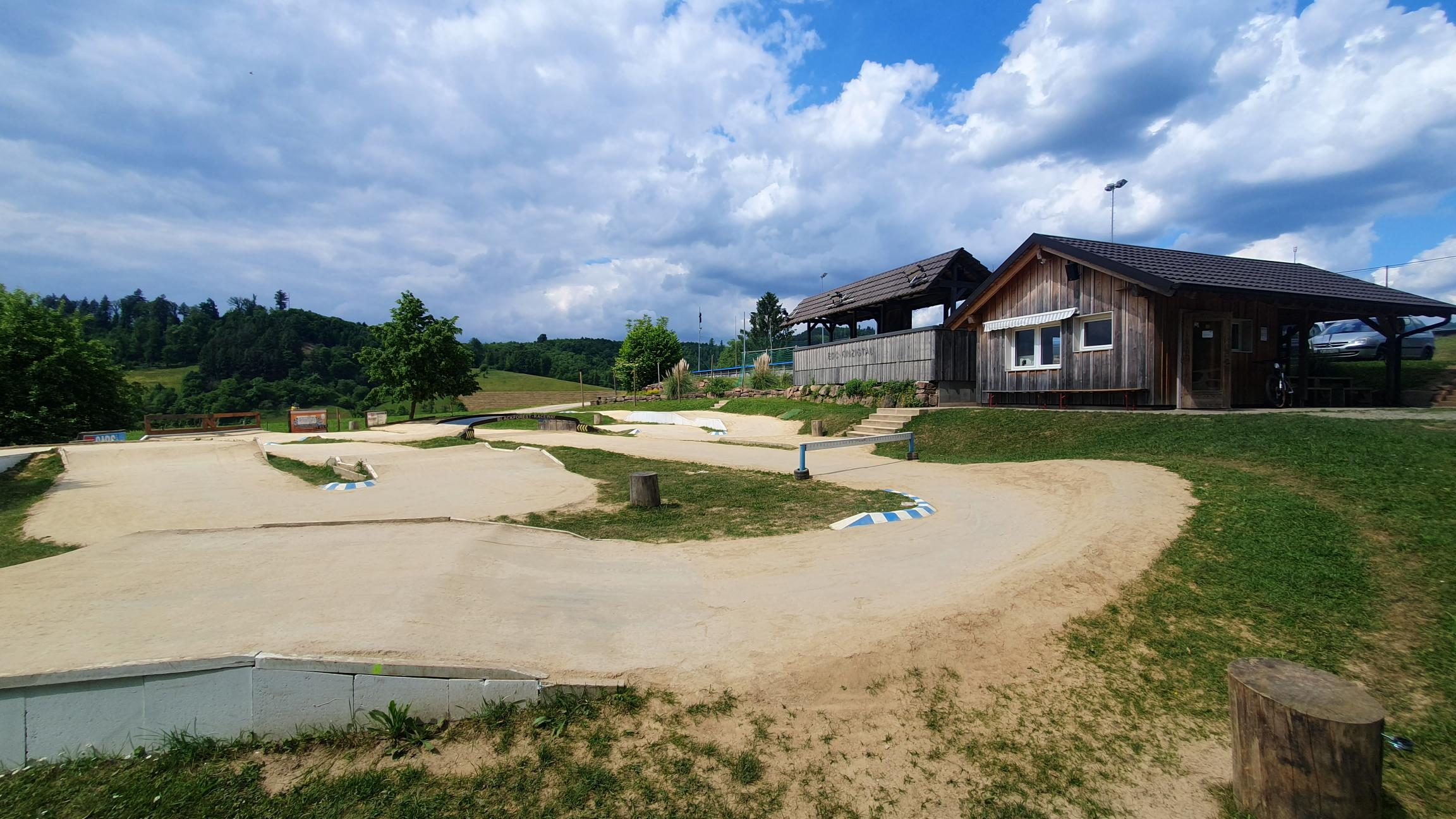
EDC-Rennstrecke

##### Saisondaten
Quellen: 2003–heute Fußball.de, 1997–2003 Offenburger Tageblatt, vor 1997 Santis-Claus-Magazin/Website SV Reichenbach
| Spielzeit | Liga                    | Platz | Anmerkung                                                                          |
| 1993/94   | Kreisliga B Staffel III | 3.    |                                                                                    |
| 1994/95   | Kreisliga B Staffel III | 7.    |                                                                                    |
| 1995/96   | Kreisliga B Staffel III | 15.   |                                                                                    |
| 1996/97   | Kreisliga B Staffel III | 10.   |                                                                                    |
| 1997/98   | Kreisliga B Staffel III | 09.   |                                                                                    |
| 1998/99   | Kreisliga B Staffel III | 10.   |                                                                                    |
| 1999/2000 | Kreisliga B Staffel III | 12.   |                                                                                    |
| 2000/01   | Kreisliga B Staffel III | 11.   |                                                                                    |
| 2001/02   | Kreisliga B Staffel III | 12.   |                                                                                    |
| 2002/03   | Kreisliga B Staffel III | 08.   |                                                                                    |
| 2003/04   | Kreisliga B Staffel III | 07.   |                                                                                    |
| 2004/05   | Kreisliga B Staffel III | 07.   |                                                                                    |
| 2005/06   | Kreisliga B Staffel III | 11.   |                                                                                    |
| 2006/07   | Kreisliga B Staffel III | 10.   |                                                                                    |
| 2007/08   | Kreisliga B Staffel III | 07.   |                                                                                    |
| 2008/09   | Kreisliga B Staffel III | 06.   |                                                                                    |
| 2009/10   | Kreisliga B Staffel III | 10.   |                                                                                    |
| 2010/11   | Kreisliga B Staffel III | 02.   | Aufstieg nach Aufstiegsspielen gegen SC Orschweier und FV Langenwinkel             |
| 2011/12   | Kreisliga A Süd         | 16.   | Abstieg                                                                            |
| 2012/13   | Kreisliga B Staffel III | 02.   | Aufstiegsspiel gegen SV Ata Spor Offenburg gewonnen                                |
| 2013/14   | Kreisliga A Nord        | 15.   | Abstieg                                                                            |
| 2014/15   | Kreisliga B Staffel III | 04.   |                                                                                    |
| 2015/16   | Kreisliga B Staffel III | 07.   |                                                                                    |
| 2016/17   | Kreisliga B Staffel III | 06.   |                                                                                    |
| 2017/18   | Kreisliga B Staffel III | 08.   |                                                                                    |
| 2018/19   | Kreisliga B Staffel III | 08.   |                                                                                    |
| 2019/20   | Kreisliga B Staffel III | 12.   | Corona-Jahr                                                                        |
| 2020/21   | Kreisliga A Süd         | 03.   | ab hier formt man mit dem SV Gengenbach die SG Gengenbach/Reichenbach, Corona-Jahr |
| 2021/22   | Kreisliga A Süd         | 05.   |                                                                                    |
| 2022/23   | Kreisliga A Nord        | 02.   | Aufstiegsspiel gegen den SV Steinach verloren                                      |
| 2023/24   | Kreisliga A Süd         | 11.   |                                                                                    |
| 2024/25   | Kreisliga A Süd         | 14.   | Abstieg                                                                            |
| 2025/26   | Kreisliga B Staffel II  |       |                                                                                    |

#### Narrenzunft Höllteufel

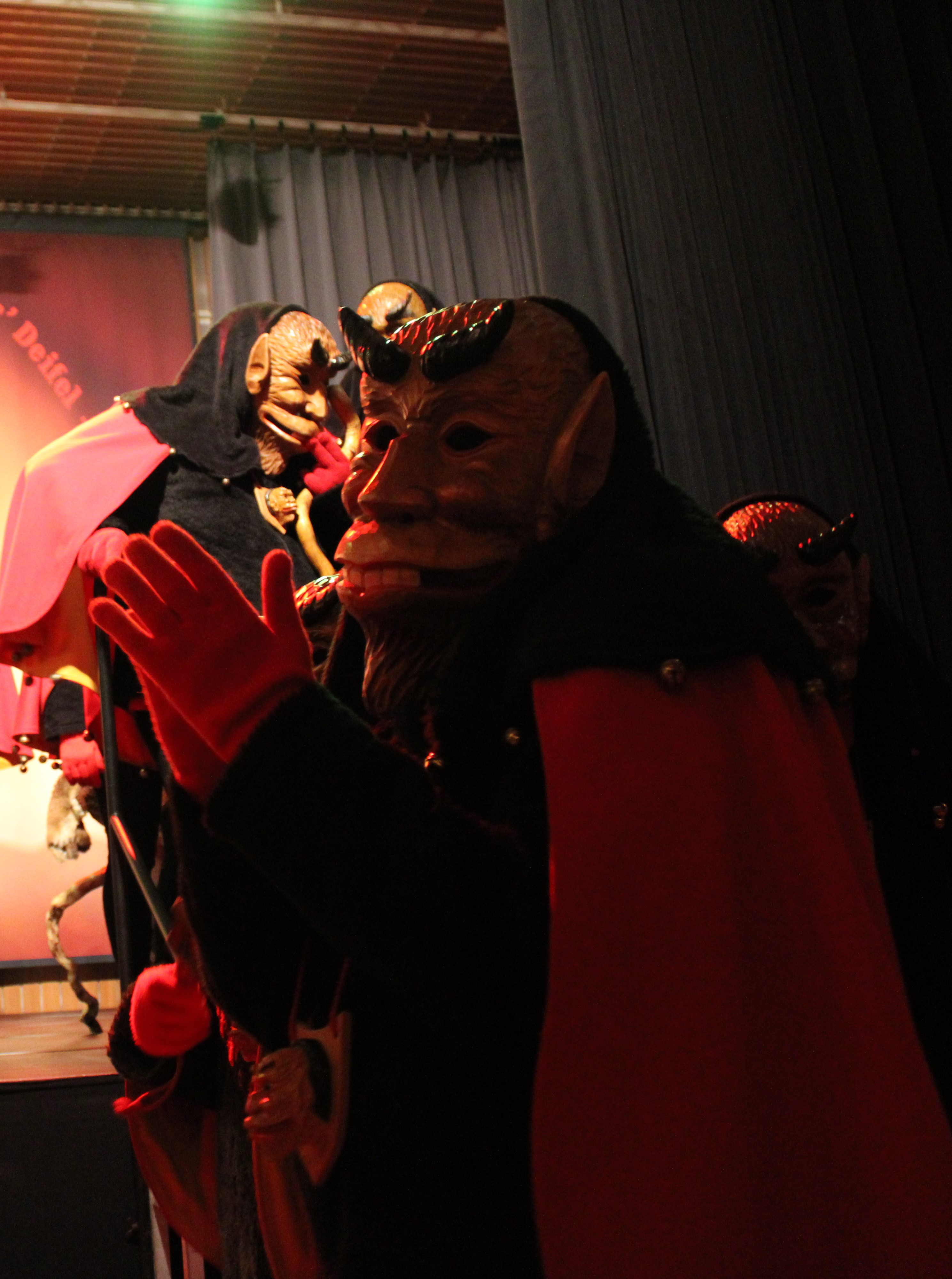
Höllteufel beim Bunten Abend

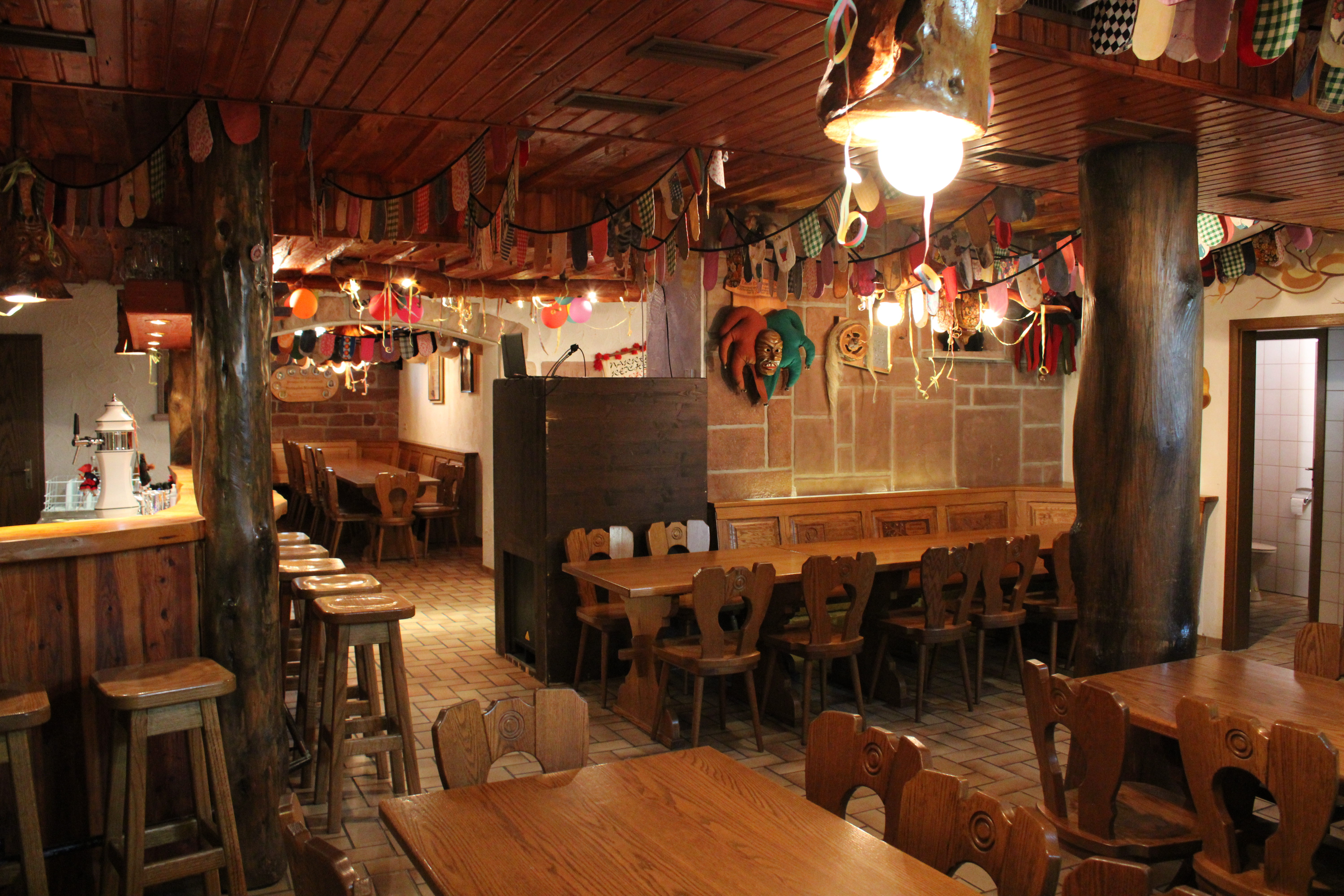
Narrenkeller

Die Geschichte der Fastnacht geht in Reichenbach mindestens bis in das Jahr 1878 zurück. In diesem Jahr fand im Gasthaus Rössle ein Tanzabend zum Fasnachtssonntag statt. Im Fragebogen Badische Volksstunde von 1895 wird beschrieben, dass der Fasnachtssonntag mit Tanzmusik unter großer Beteiligung der Einwohner gefeiert wird. Auch in einem Narrenblatt von 1907 wird von einer Narrenhochzeit im vorherigen Jahr geschrieben, welche in Reichenbach stattfand. Laut mündlicher Überlieferungen soll es auch Fasendsaktivitäten in den 1920er-Jahren gegeben haben, Umzüge in den 50ern und Umzüge mit Fasendswägen in den 60ern sind belegt. Ebenfalls sind närrische Fußballspiele überliefert. Doch in den 60er-Jahren ließ die Begeisterung für die Fasend nach. Da es nun aber bis zum Jahr 1970 keine organisierte Fasend gab, und der Fasendsonntag laut damaligen Aussagen eher dem Totensonntag geglichen habe, trafen sich am 16. Januar 1971 interessierte Personen im Reichenbacher Sporthaus, gründeten die Narrenzunft Höllteufel und wählten Josef Stern zum 1. Vorstand. Noch im selben Jahr wurde bereits der erste Umzug im Dorf veranstaltet, bei welchem 14 Wägen und Gruppen durchs Dorf zogen. Der Name Höllteufel geht auf ein Gewann im Mittelbach zurück, welches „In der Höll“ heißt. Als vor Jahren die Reichenbacher Bauern noch, mit dem Pferdefuhrwerk ihren Besitz bestellten, kam es auch manchmal vor, dass einer im Galopp durch die damals noch unbefestigte und holperige Talstraße sein Fuhrwerk lenkte und dadurch viel Krach verursachte. Ein beliebter Ausspruch der alten Leute war damals: „Der fahrt widder durchs Tal wie de Höllteufel“. Ebenfalls namensgebend war ein Felsen unweit des Höllhofs: Die Teufelskanzel. Dieser musste aber dem Wegebau weichen. Schon im Folgejahr fand in der Gemeinde ein Fasendsumzug mit 14 Wagen und Gruppen statt. 1974 gab es erstmals Holzmasken für die Hästräger, jedoch wurden nur drei Stück rechtzeitig zur Fasend fertig. Seit 1975 findet jährlich das „Teufel holen“ zur Eröffnung der Reichenbacher Fasend statt, bei welchem die Teufel mit Lärm aus ihrem Schlaf im Clausenwald geweckt werden. Früher fand dies noch am Höllhof statt. Im selben Jahr zählte man 23 Hästräger. 1976 wurde das „Höllteufellied“ als Zunfthymne veröffentlicht und die erste Narrenratsuniform vorgestellt, diese wurde 2010 dann modernisiert. 1981 gründete man mit 21 anderen Narrenzünften den Ortenauer Narrenbund. Von 1984 bis 1987 wurde in über 2700 Stunden Eigenarbeit der Narrenkeller im Kohlekeller des alten Schulhauses ausgebaut. Bisher wurde dieser Keller als Gefrieranlage der Gemeinde genutzt. Der Narrenkeller wurde am 21. Februar 1987 feierlich eröffnet. 1989 zählte man 51 aktive und 114 passive Mitglieder. Durch eine Wette am Rosenmontag 1990 entstand die Einzelfigur des Moospfaff, wegen des zweiten Golfkriegs und der deshalb ausgefallenen Fasend, wurde dieser aber erst am Rosenmontag 1992 vorgestellt. Auch der Moospfaff geht auf Sagen zurück. Laut einer Sage war er der Pater des Klosters Allerheiligen, der die abgelegenen Bauernhöfe in der Moos mit geistlichem Beistand versorgte. Laut Sage hat er bei einem sogenannten Versehgang zu einem Sterbenden eine geweihte Hostie verloren. Seither soll er auf der Suche nach dem verlorenen Sakrament-Teil heulend und jammernd durch die Moos geistern, Menschen erschrecken und ihnen Streiche spielen. Laut einer anderen Sage hat er als Abt des Gengenbacher Klosters einen Meineid geschworen und sich so ein Stück Nordracher Wald ergaunert, weshalb er zur Strafe ruhelos in der Moos umhergeistern muss. 1998 veranstaltete die Höllteufel den ersten Ortenauer Narreowe des ONB. Zwischen den Jahren 2000 und 2004 wurde der Narrenkeller erweitert, auch diesmal wieder in Eigenregie und über weiteren 2.500 freiwilliger Arbeitsstunden. Von 2002 bis 2006 wurde die Narrenzunft von der Guggemusik Moosturmgeister unterstützt, diese löste sich jedoch wegen dem Mangel an aktiven Spielern wieder auf. Im Oktober 2013 wurde die Zunft für ihre Jugendarbeit vom Ortenauer Narrenbund mit dem Quintessenz Kulturpreis ausgezeichnet. 2023 zählte man 93 aktive Mitglieder.
Das Teufelshäs besteht aus einer lächelnden Holzmaske mit schwarzem Tuch, einer schwarzen Jacke mit außen rot und innen gelben Umhang, einer schwarzen Strumpfhose, schwarzen Schuhen und roten Handschuhen. Zudem gehört entweder eine „Rätsche“ oder ein Stock zum Häs. Neben verschiedenen Veranstaltungen an der Fasend, findet jeden Sommer ein Grillfest im alten Schulhof statt. Die Narrenzunft pflegt eine enge Patenschaft mit den Schräcksli der Schräckslizunft Diersburg. Heute hat der Verein 94 aktive und 147 passive Mitglieder (Stand Mai 2025).

#### Freiwillige Feuerwehr Reichenbach
Nachdem Reichenbach unabhängig wurde, musste auch eine eigene Feuerwehr gegründet werden. Zuvor wurde diese Aufgabe von der Gengenbacher Wehr und der Bürgergarde übernommen. Die erste Feuerwehrordnung geht auf den 31. Januar 1878 zurück. Bei einem Brand am 30. Juni 1880 war die Feuerwehr nicht gut aufgestellt und das Haus wurde ein Raub der Flammen. Somit wurde 1880 die Wehr neu ausgerüstet und neu eingeteilt. Bis heute gilt dies als offizielles Gründungsjahr der Freiwilligen Feuerwehr Reichenbach. Zum ersten Kommandanten wurde der damalige Bürgermeister Georg Huber gewählt. Während des Ersten Weltkriegs schmolz die Wehr stark zusammen, da viele der Männer im Krieg waren. Glücklicherweise gab es in den Kriegsjahren nur zwei Brände. Nach dem Krieg musste die Wehr neu aufgebaut werden. Durch einen Erlass der Reichsregierung durfte ab 1935 der Bürgermeister nicht mehr der Kommandant der Feuerwehr sein und so musste die Feuerwehr neu geordnet werden. Im selben Jahr erhielten die Feuerwehrmänner ihre erste Uniform, welche damals für die Mitglieder 5 Reichsmark kostete und nur aus einem Uniformrock bestand. Erst 1938 wurde eine komplette Uniform beschafft. Während des Zweiten Weltkriegs mussten wieder viele Wehrmitglieder in den Krieg und die Wehr wurde kleiner. Jedoch gab es in diesen Kriegsjahren nur einen einzigen Brand. Noch während des Krieges musste die Gemeindeverwaltung eine Motorspritze für 2.177 Reichsmark kaufen. Während des Krieges fielen 17 Kameraden oder blieben vermisst. Nach dem Krieg musste die Wehr erneut neu strukturiert werden. Durch die Unterstützung der Gemeinde konnte dies in kurze Zeit geschehen und man begann mit der Planung eines Feuerwehrhauses. Das Feuerwehrhaus entstand in einem Nebengebäude des Rathauses und wurde 1952 an die Feuerwehr übergeben. Ebenfalls wurde neues Schlauchmaterial und sonstige Ausrüstung angeschafft, zudem wurden im Dorf Hydranten aufgestellt. 1955 wurde die Wehr neu eingekleidet. 1967 wurde ein Tragkraftspritzenfahrzeug angeschafft, welches bis in die 2000er in Betrieb war. Im November bekam die Feuerwehr ein mit Allrad ausgestattetes Löschgruppenfahrzeug LF 8. Im Zuge der Eingemeindung nach Gengenbach, wurde die Reichenbacher Feuerwehr eine Abteilung der Freiwilligen Feuerwehr Gengenbach. 1988 zählte man 38 aktive Mitglieder, 1990 40 Mann. 1989 bekam die Wehr ihre ersten analogen Meldeempfänger. 1991 begann man mit der Sanierung des Unterrichtsraumes im alten Schulhaus, nachdem dieses ehemalige Klassenzimmer nicht mehr mit anderen Vereinen geteilt werden musste. Dafür wurden 1272 Stunden Eigenleistung erbracht. Im September 1994 wurde der Erweiterungsbau des Feuerwehrgerätehauses eingeweiht. Am 6. Juni 1996 gab es in Reichenbach das schwerste Hochwasser der dokumentierten Geschichte. Pro Stunde regnete es im Ortskern 170 Liter pro Quadratmeter. Die Feuerwehr musste mehrere Wohnungen und Keller, sowie den Kindergarten und die Turnhalle von den Wasser- und Schlammmassen leerpumpen. Auch die Talstraße musste wegen des Gerölls auf der Fahrbahn für den Verkehr gesperrt werden. Nachdem die Gengenbacher Feuerwehr 1996 ein neues Löschgruppenfahrzeug LF 16-12 HL bekommen hatte, wurde das 22 Jahre alte TLF 16-25 nach Reichenbach überstellt. Am 26. Dezember 1999 verwüstete der Orkan Lothar viel Waldfläche im Reichenbach und den Ortsteilen. Für die Feuerwehr begann einer der längsten und gefahrenreichste Feuerwehreinsätze. Erst nach drei Tagen konnte man melden, dass alle Straßen und Hofzufahrten wieder frei und befahrbar seien. Am Ende des Einsatzes zählte man 2600 Einsatzstunden. Bei Aufforstungsarbeiten im September 2000 kam es hinter dem Moosturm zu einem Baggervollbrand und nur durch das Eingreifen der Wehren von Reichenbach, Gengenbach und Nordrach konnte ein Waldbrand verhindert werden. 2002 wurden die analogen Meldeempfänger durch digitale ersetzt. Im gleichen Jahr stellte die Reichenbacher Feuerwehr einen Bauantrag für einen Lager- und Umkleideraum. Dieser wurde, bis auf den Dachstuhl, mit 870 Stunden komplett in Eigenarbeit erbaut. 2005 feierte man das 125-jährige Bestehen mit einem Fest über drei Tage und mit einer Festzug von 36 Feuerwehren. 2013 wurden zwei 40 bis 45 Jahre alte Fahrzeuge durch neue Löschfahrzeuge ersetzt. Jährlich veranstaltet die Feuerwehr ein Waldfest auf dem Festplatz am Santis Claus. Heute hat die Reichenbacher Wehr knapp über 30 aktive freiwillige Feuerwehrleute.

#### Musikkapelle Reichenbach
1892 wurde die Musikkapelle von sieben Musikern gegründet. Die Idee dazu entstand im April 1892 beim Heimweg des Ohlsbacher Musikvereins, der einem Mann zum Namenstag noch ein Ständchen spielen wollte. Daraufhin wurden junge Personen gesucht, die Lust am musizieren hatten und insgesamt wurden sieben Männer gefunden. Der erste Rückschlag erlitt die Kapelle mit dem Beginn des Ersten Weltkriegs, während dessen der Musikverein ruhte. Nach dem Krieg fand man sich wieder zusammen, jedoch musste der Verein praktisch neu gegründet werden. Nach kurzem Aufschwung folgte der nächste Rückschlag mit Beginn des Zweiten Weltkriegs und der Verein brach erneut auseinander. Erst 1948 kam der Verein wieder zum Erwachen, als die ehemaligen aktiven Mitglieder aus der Kriegsgefangenschaft zurückkehrten. Erneut erlebte der Musikverein einen Aufschwung und zählte beim 75-jährigen Jubiläum 1967 30 Mitglieder. Im Jahr 1970 veranstaltete die Musikkapelle erstmals ein Weinfest. 1974 erwarb man ein Behelfsheim der Gemeinde und baute es zum Vereinsheim um. Ende der 80er-Jahre musste dieses in Eigeninitiative saniert und umgebaut werden und wurde am 29. April 1989 das „Musikerhiesle“ als Vereinsheim eröffnet. 1988 wurde die Bläserjugend gegründet. 1992 feierte die Kapelle mit einem großen Festkonzert das 100-jährige Bestehen. 1994 zählte der Verein 73 Mitglieder. 2007 schuf man eine neue Uniform für die Musiker, die bis heute Bestand hat. Zu dieser Zeit zählte der Verein 65 Mitglieder. Heute zählt die Musikkapelle rund 50 Mitglieder.

#### Wanderfreunde Reichenbach-Gengenbach
Am 5. Juli 1971 gründete Josef Bühler die Wanderfreunde Reichenbach. Nur ein Jahr später führte man die ersten Veranstaltungen aus und die Wanderfreunde wurden in den Deutschen Volkssportverband aufgenommen. 1975 schloss man ein Patenschaft mit den Wanderfreunden Göllsdorf. Diese lösten sich jedoch 2021 auf. Von 1989 bis 2009 fand jährlich die International geführte Wanderwoche statt. 1993 zogen die Wanderfreunde in ihr Vereinsheim im alten Schulhaus. Von 1995 bis 2017 fand dann jährlich das Maifest statt, dieses findet wegen der geringen Mitgliederzahl nun nicht mehr statt. Im Juni 2005 eröffnete man den permanenten Wanderweg „2-Tälerpfad“. Dieser führt von Reichenbach nach Ohlsbach und ist 6 beziehungsweise 11 Kilometer lang. Im April 2008 wurde der zweite permanente Wanderweg „Flößerpfad“ eröffnet, dieser führt von Loßburg nach Alpirsbach entlang der Kinzig. Heute gehört dieser Weg den Wanderfreunden aus Alpirsbach. Im April 2013 wurde dafür der Wanderweg „Reichsstadt Gengenbach“ eröffnet, mit einer länger von 11 Kilometern. Dieser belegte bei einer Abstimmung den 2. Platz als Deutschlands schönster Wanderweg in der Kategorie „Stadt und Kultur“. Seit 2011 führen die Wanderfreunde das ganze Jahr über geführte Tageswanderungen durch, zudem findet einmal im Jahr die Kinderolympiade statt. Im März 2023 wurde der dritte Wanderweg „Bildstöckleweg“, mit einer Länge von 6 beziehungsweise 12 Kilometern, eröffnet. 2025 gab man bekannt, dass aufgrund der Gebührenerhöhung des DVV und der wenigen Wanderer der permanente Wanderweg „Reichsstadt Gengenbach“ am 31. Dezember zu schließen, dafür würde man ab dem 1. Januar 2026 den Wanderweg „Naturpark Rheinau - Helmlingen“ von den Wanderfreunden Unteres Hanauerland Lichtenau übernehmen. Heute hat der Verein rund 20 Mitglieder.

#### Chor Riba
Nach einer Vorbesprechung am 19. März 1929 im Gasthaus Linde, wurde am 21. April 1929 im Gasthaus Schwarzwald der Männergesangsverein Reichenbach gegründet, auf den Namen einigte man sich aber erst im August. Im Dezember lud man erstmals zur Weihnachtsfeier im Gasthaus Rössle, welche zugleich auch der erste Auftritt des Vereins war. Im Jahr 1931 zählte man schon 32 aktive und 116 passive Mitglieder. Nach einer Zwangspause während des Zweiten Weltkriegs gründete man sich am 20. Oktober 1948 unter dem Namen „Männergesangsverein Frohsinn“ wieder. 1978 feierte man an drei Tagen das 50-jährige Bestehen des Vereins. 1988 zählte man 33 aktive Sänger, 91 passive Mitglieder und sechs Ehrenmitglieder. Am 23. September 1989 zog man in ein eigenes Vereinsheim, eine alte Kochküche unter der alten Sport- und Festhalle, welche zuvor in Eigenleistung und über 2.500 freiwilliger Arbeitsstunden binnen eineinhalb Jahre umgebaut wurde. Im März 2003 wurde ein Kinderchor gegründet, um für mehr Nachwuchs im Verein zu sorgen, dieser wurde nach anfänglich starker Beteiligung wegen sinkender Teilnehmerzahl 2010 wieder eingestellt. Im Oktober 2003 veröffentlichte der Chor eine CD. 2004 beantragten einige Frauen die Gründung einer Frauensingkreises, jedoch wurde wegen Skepsis nur ein „Projektchor“ gegründet, welcher erst 2008 als Frauenchor in den Gesangsverein aufgenommen wurde. 2012 zählte der Verein 56 aktive und 150 passive Mitglieder. Am 18. März 2016 wurde der „Männergesangsverein „Frohsinn“ Reichenbach 1928 e. V.“ umbenannt in „Gesangsverein Frohsinn Reichenbach 1928 e. V.“ um den steigenden Mitgliederzahlen des Frauenchors gerecht zu werden. Durch die Sperrung der Halle im Jahr 2016 wurde auch das Vereinsheim gesperrt. Beim Neubau der Halle wurde, aufgrund der hohen Extrakosten, kein Keller mehr gebaut und der Gesangsverein erhielt einen neuen Vereinsraum im alten Schulhaus, den ehemaligen Vereinsraum des Hausfrauenbundes. Heute hat der Gesangsverein knapp über 60 aktive und 140 passive Mitglieder. Das Probelokal befindet sich im Reichenbacher Rathaus.

#### LTS Reichenbach
1973 wurde der Leichtathletik Turn-Spielen Reichenbach gegründet, aber war zunächst kein Verein, sondern eine Frauen- und eine Männer-Gymanstikgruppe und gliederte sich zunächst aus versicherungstechnischen Gründen dem Sportverein an, allerdings ohne Stimmrecht bei Wahlen und Versammlungen und damit auch ohne jegliche Verantwortung. Der Mitgliedsbeitrag lag damals bei 16 D-Mark im Jahr. Nachdem die Mitgliedszahlen stiegen, wurden die Forderungen nach einer gleichberechtigten Mitgliedschaft als Abteilung im Sportverein. Dies wurde vom SVR jedoch abgelehnt. Als Reaktion wurde von den Mitgliedern der Gymnastikgruppen im Jahr 1975 im Gasthaus Kreuz in Strohbach der LTS gegründet. Danach wurden weitere Gruppen im Verein gegründet: 1977 eine Leichtathletikgruppe, 1985 eine Volleyballgruppe, 1987 eine Jazztanzgruppe, 1988 eine Männer- und eine Seniorinnengruppe, 1989 eine Freizeit- und Badmintongruppe, 1990 eine Lauftreffgruppe, 1994 eine Seniorengruppe und 1994 einen Callanetics-Kurs. 1980 baute der LTS einen Waldlaufpfad. 1983 wurde die Leichtathletikanlage am Sportgelände auf dem Santis Claus vervollständigt: Es wurde eine Aschenbahn, eine Speerwurfanlage und eine Sprunggrube gebaut. Im April 1984 wurde die Anlage eingeweiht. 1983 baute man mit dem Tennisclub ein Geräteschuppen. Von 1988 bis 1995 fanden jährlich die internationalen Mooskopfbergläufe statt, 1994 richtete man die Badischen Berglaufmeisterschaften aus. Beim ersten Mooskopfberglauf nahmen über 220 Athleten teil. Seit der Gründung der Leichtathletikgruppe 1977 konnten einige Badische Meistertitel eingefahren werden. 1990 zählte man 252 Mitglieder, davon 87 Kinder, 96 aktive und 69 passive Mitglieder. Durch Orkan Lothar wurde 1999 der Waldlaufpfad zerstört. Durch Spenden und die Arbeit vieler Helfer konnte er innerhalb von vier Jahren wieder aufgebaut und am 18. und 19. Juni 2004 eingeweiht werden. Seit 2015 wurde das Kurs-Angebot stark erweitert. Jahrelang beteiligte man sich an der Dorffasend. Zudem richtete man verschiedenen Veranstaltungen aus, zum Beispiel Tagesausflüge, Wanderungen, Zeltlager- und Hüttenwochenenden und Waldfeste. Heute wurde das Veranstaltungsangebot aufgrund der rückgängigen Mitgliederzahl reduziert, jedoch werden dafür neue angeboten, wie ein Familiennachmittag mit Kinderprogramm.

#### Landjugend Reichenbach

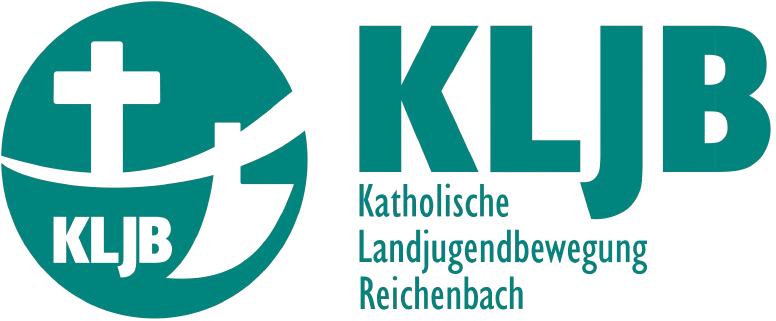

In Reichenbach gibt es ebenfalls eine Landjugend, mit Vereinsraum im alten Schulhaus. Diese wurde 1965 gegründet und ist eine Ortsgruppe der Katholischen Landjugendbewegung.1986, 1989, 1990 und 1992 konnte man jeweils das Fußballturnier in Schwaibach gewinnen. 1987 zählte man 17 Mitglieder, ein Jahr später bereits 23. 1992 konnte man die Dorfmeisterschaften gewinnen. Der Gruppenraum wurde 2001 nach über 1000 Stunden ehrenamtlicher Umbauarbeiten mit einer Party wiedereröffnet. Im gleichen Jahr beteiligte man sich an der 72-Stunden-Aktion der Erzdiözese Freiburg und erbaute dafür innerhalb von 72 Stunden eine Holzhütte neben dem Kindergarten, welche bis heute als Geräteschuppen dient. 2008 veranstaltete man mit dem SVR ein Public Viewing auf dem Reichenbacher Schulhof. 2009 zählte man 18 Mitglieder. 2010 gab es die erste Ausgabe des Narrenhaus in Kooperation mit der Narrenzunft und man veranstaltete mit dem Gengenbacher Kinder- und Jugendbüro, dem Jugendgemeinderat, dem Familien- und Seniorenbüro und der Ortsverwaltung Reichenbach im Probelokal der Musikkapelle ein Jugendhearing mit anschließender Party im Landjugendraum. Ebenfalls 2010 veranstaltete man während der gesamten Fußball-Weltmeisterschaft ein gutbesuchtes Public Viewing am ehemaligen Hukla-Kraftwerk. 2010 zählte man rund 25 Mitglieder. In den Spitzenzeiten waren es über 100 Mitglieder. Im Jahr 2010 baute man den Raum erneut um. 2012 sanierte man mit dem SVR das Bushäuschen an der Halle. Während die Landjugend früher unter anderem an der Fasend selbst Events veranstaltete (zum Beispiel am Schmutzigen Donnerstag oder am Rosenmontag), büßte sie in die letzten Jahren stark an Aktivität ein. Doch mit der Wahl einer neuen Vorstandschaft im November 2024, wurde nun wieder neuer Schwung in den Verein gebracht und man kündigte zahlreiche Veranstaltungen an. Lang pflegte die Landjugend eine enge Partnerschaft mit der KLJB Kreenheinstetten, auch diese soll in den nächsten Jahren wiederbelebt werden. Die Partnerschaft entstand über den Hauptlehrer Friedrich Roth. Dieser wurde in den 50er-Jahren von Kreenheinstetten an die Schule im Haigerach versetzt. Er wurde nicht nur Dirigent des Reichenbacher Gesangsvereins, sondern brauchte auch die Kontakte nach Schwaben mit. Im Februar 2025 veranstaltete die KLJB in Kooperation mit der Ortsverwaltung den ersten Reichenbacher Seniorennachmittag, welcher durch die große positive Resonanz erneut stattfinden soll. Im Sommer 2025 sanierte man den Gruppenraum umfassend. Heute hat der Verein rund 20 Mitglieder.

#### Tennisclub Blau-Weiß Reichenbach
Der Tennisclub wurde 1975 im Gasthaus Rössle gegründet. 1980 wurden der dritte und vierte Tennisplatz gebaut. 2007 zählte der Verein 165 Mitglieder, 2010 noch 137 und 2015 noch 121. Das kleine Vereinsheim – der Court 5 – liegt auf dem Sportgelände am Santis Claus direkt am Waldrand. Neben dem Vereinsheim liegen insgesamt vier Tennisfelder, ein Platz mit einer Tenniswand und eine Boule-Bahn, sowie ein kleiner Spielplatz.

#### Hausfrauenbund
Der Reichenbacher Hausfrauenbund war ein Ortsverein des Deutschen Hausfrauenbundes und war ein Zusammenschluss älterer Frauen. Gegründet wurde der Ortsverband 1974 im Gasthof Rössle. Maßgeblich verantwortlich für die Gründung des Ortsverein war der damalige Bürgermeister Otto Wußler: „Es störte mich, dass es nur Vereine für Männer gab. Auch den Frauen sollte die Möglichkeit gegeben werden, sich innerhalb eines Vereines zu organisieren und zu treffen.“ Der Ortsverein veranstaltete jedes Jahr am Volkstrauertag einen Basar in ihrem Vereinsraum im alten Schulhaus, auf welchem hergestellte Handarbeiten verkauft wurden. Der Erlös des Basar wurde jedes Mal für einen guten Zweck gespendet. Auch Marktstände auf der Bauernmarkt in Gengenbach bewirteten die Hausfrauen. Zu den durchgeführten Veranstaltungen zählten zudem Weinfeste, Weihnachtsfeiern, Leseabende, Närrische Nachmittage, Ausflüge, Vorträge, Herbstfest, Muttertags- und Adventsfeiern. Im Dezember 1991 hatte der Verein 72 Mitglieder, im Januar 2000 nur noch 56. Ende des Jahres 2007 wurde der 51 Mitglieder zählende Ortsverein aufgelöst und der Reichenbacher Handarbeitskreis, bereits eine Arbeitsgruppe im Ortsverein, ging daraus hervor. Der Arbeitskreis veranstaltete weiterhin verschiedene eigene Veranstaltungen, unter anderem den jährlichen Basar, jedoch schon deutlich weniger. 2011 zählte der Arbeitskreis noch 11 Mitglieder. Auch der Arbeitskreis löste sich 2012 auf, nachdem keine Vorständin mehr gefunden wurde. Der Vereinsraum gehört mittlerweile dem Gesangsverein.

Reichenbachtal, Blickrichtung Mooskopf
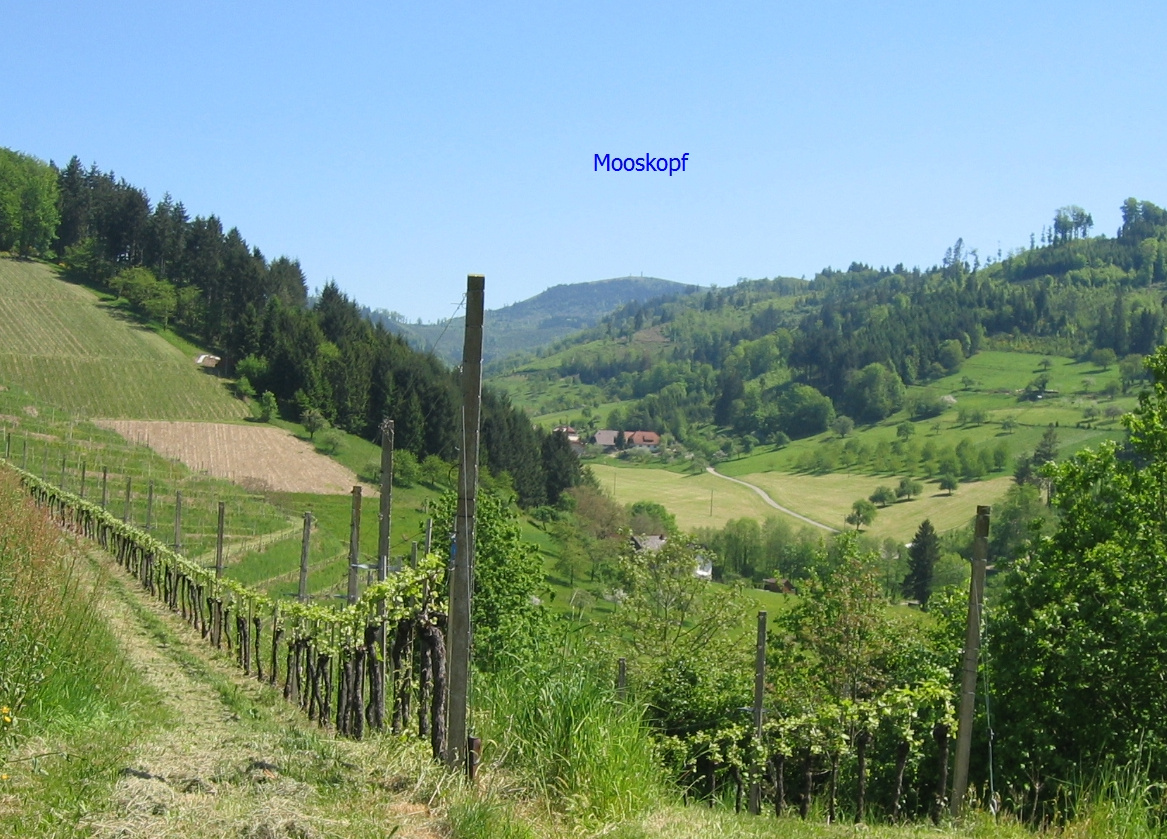
Mittelbachtal bei Reichenbach und der Mooskopf im Hintergrund
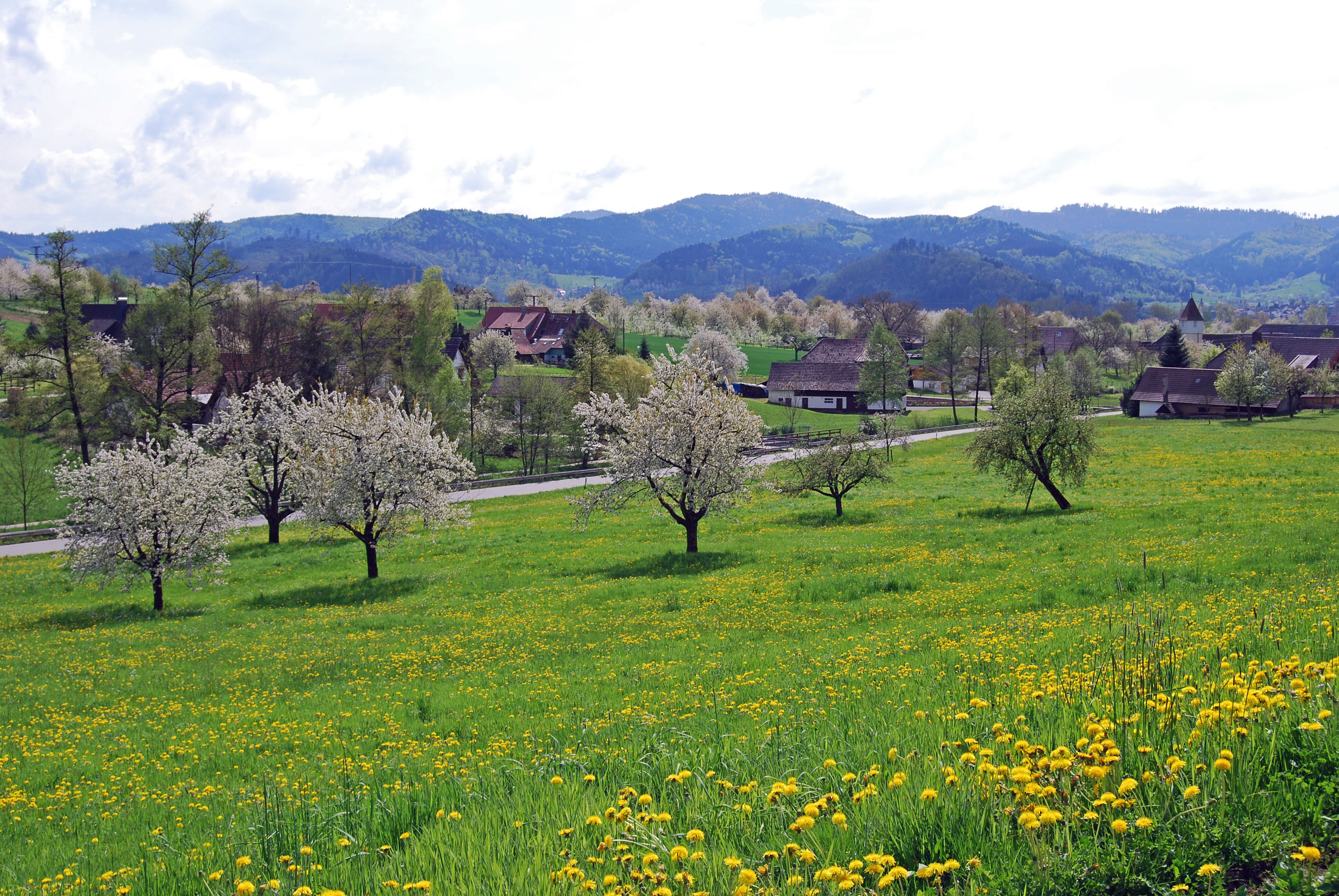
Taleingang

## Wirtschaft und Infrastruktur

### Gastronomie und Betten

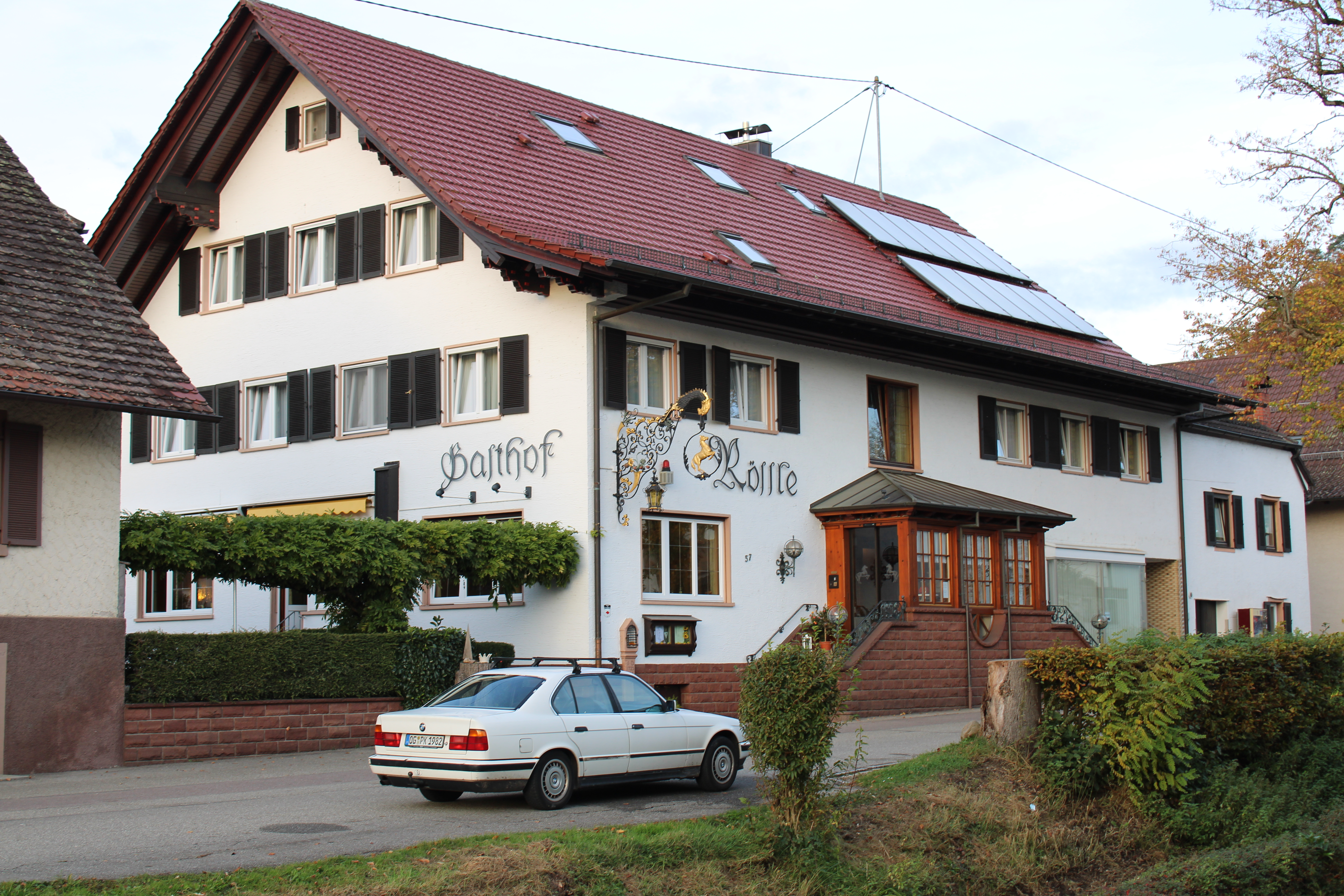
Landgasthof Rössle

Die Tradition der Gastronomie in Reichenbach ist groß. Früher gab es mit unter anderem dem „Kreuz“, der „Linde“, der „Holzplatzstube“ (letztere seit 2003 geschlossen) und dem „Gasthaus zur Stube“ bereits viele Gasthäuser. Heute gibt es in Reichenbach mit dem Café Onkel Karls, dem Gasthof Rössle, dem Martinsteinhiesle und dem Sporthaus weiterhin mehrere gastronomische Angebote. Ebenso gibt es in Reichenbach zahlreiche Ferienwohnungen und Unterkünfte. Auf dem Sester-Hof im Sondersbach gibt es die Möglichkeit in ausgebauten Weinfässern zu übernachten.

### Weinbau
Reichenbach ist ein Weinbauort. Die Lagen gehören zur Weinbauregion Ortenau im Weinbaugebiet Baden. Die Geschichte des Weinbaus in Reichenbach geht mindestens bis in das 14. Jahrhundert zurück. Früher wurde mehr am Talanfang angebaut, heute eher in den Tälern. Bis heute pflegen verschiedene Höfe diese alte Tradition. Der größte Hof ist das Weingut Huber im Sondersbach.

### Verkehr
Von Ohlsbach kommend und an der Gemarkungsgrenze zu Gengenbach in Richtung Innenstadt endend, führt die Landesstraße 99 quer über die Reichenbacher Gemarkung von dem Reichenbachtal vorbei, abzweigend von ihr führt die Kreisstraße 5334 in das Reichenbachtal. In den Reichenbach fahren Schulbusse und die Busse der Linie 7134 von Südwestbus und bedienen die Haltestellen „Reichenbach Haus Huber“ „Reichenbach Hubstraße“, „Reichenbach Schulstraße“, „Reichenbach Rathaus“ und „Reichenbach Holzplatz“. Die Busse weiterer Linien (z. B. 7160) halten an der Haltestelle „Reichenbach Abzweigung“ am Talstich. Eine weitere Haltestelle soll im Zuge der L99-Sanierung am Allmend entstehen. Auch in den Haigerach fahren Schulbusse.
Auch die Schwarzwaldbahn führt über die Reichenbacher Gemarkung, jedoch hatte Reichenbach nie einen eigenen Bahnhof. Der nächste Bahnhof liegt in Gengenbach. Beim Bau der Schwarzwaldbahn gab es Diskussionen über einen eigenen Bahnhof in Reichenbach, jedoch wollte auch Ohlsbach einen Bahnhof und nur eine Gemeinde konnte einen bekommen. Den Zuschlag erhielt am Schluss die Gemeinde Ohlsbach, doch dieser wurde 1963 geschlossen.
Über Reichenbach führen die Badische Weinstraße und die Deutsche Fachwerkstraße.

### Bildung
In Reichenbach gibt es eine Grundschule, welche 1962 erbaut wurde. Früher wurden hier Grund- und Hauptschüler unterrichtet, mittlerweile jedoch nur noch Grundschüler. 2016 musste die dazugehörige Mehrzweckhalle gesperrt werden, weil das Dach einsturzgefährdet war. Der Neubau der Halle, die Mönch-Richo-Halle, wurde Ende 2019 feierlich eröffnet. Eine weitere Grundschule gab es früher im Ortsteil Haigerach. 2022 beschloss der Gengenbacher Gemeinderat gegen die Stimmen des Ortschaftsrates die Schließung der Reichenbacher Grundschule ab dem Jahr 2027. Alle weiterführenden Schulen stehen in Gengenbach oder der nahe gelegenen Kreisstadt Offenburg zur Verfügung. Ebenfalls gibt es in Reichenbach einen Kindergarten, welcher im Jahr 1974 eröffnet wurde, mit Platz für 60 bis 70 Kinder.

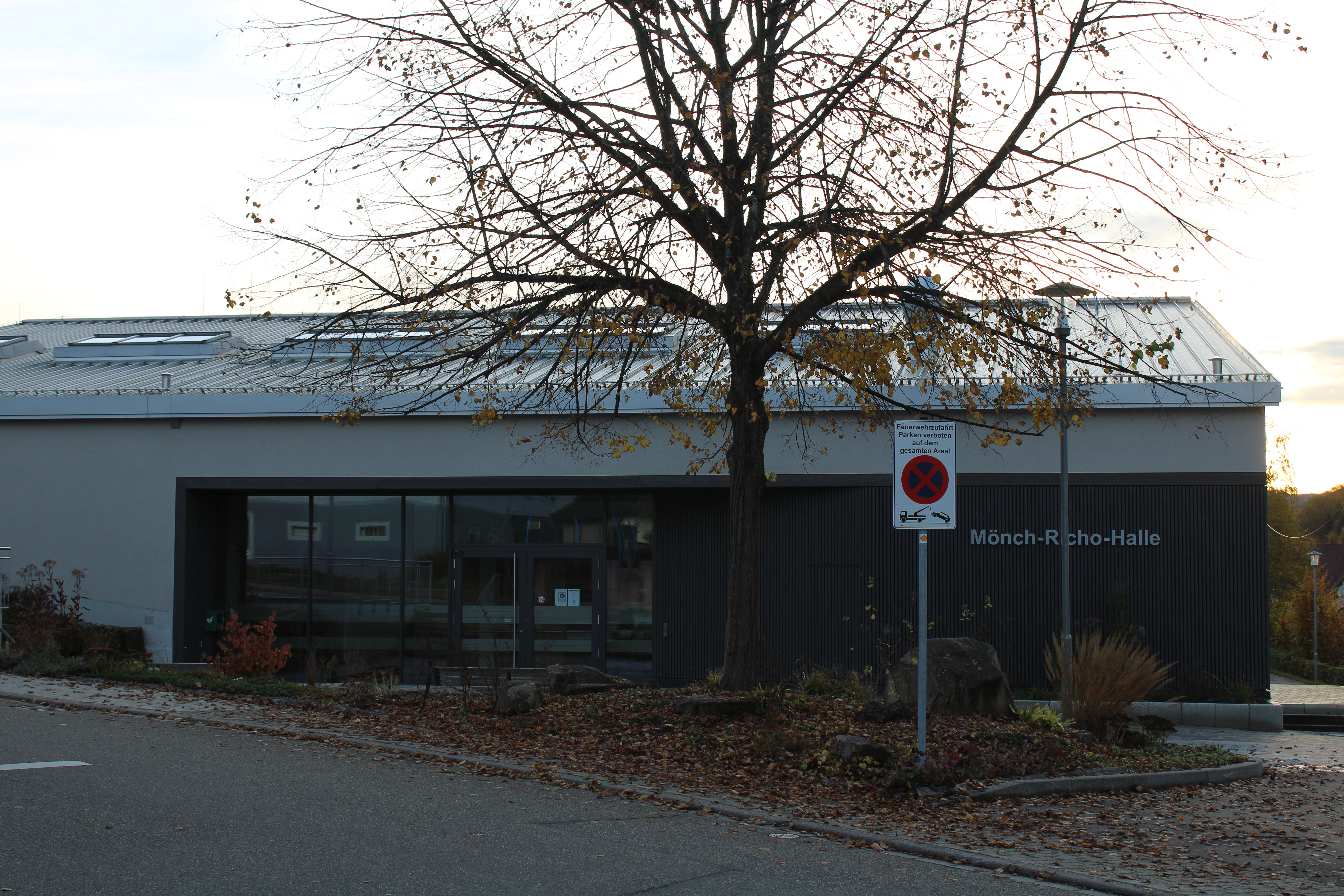
Mönch-Richo-Halle
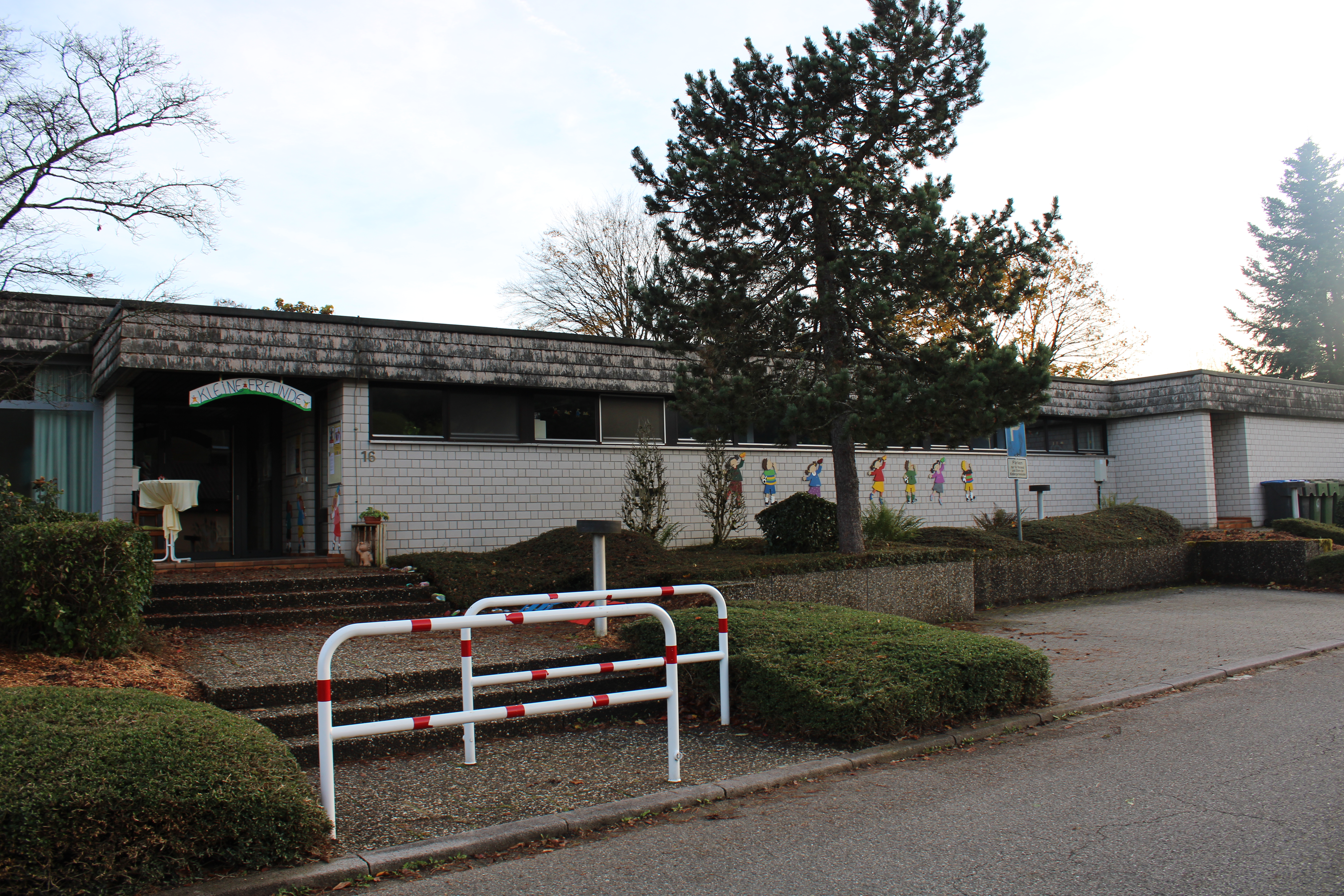
Kindergarten

### Medien
Der Obere Schwärzenbachhof diente 2015 als Kulisse für Szenen des Films Jonathan. Im November 2018 wurde auf dem Sondersbacher Winzerhof Sester eine Folge SWR-Sendung „Lecker aufs Land“ gedreht. Diese wurde Anfang 2019 ausgestrahlt. Der Regisseur Jürgen Stumpfhaus drehte in der St. Peter und Paul-Kapelle bereits einigen Szenen für seine Filme über Robinson Crusoe und Moby Dick. Ebenfalls auf dem Sester-Hof wurde ein Ausschnitt für die Sendung "Kaffee oder Tee" im Juni 2022 gedreht, als über Weinfässer, in denen man schlafen kann, berichtet wurde. Im Dezember 2024 wurde in der Sendung "SWR Aktuell Baden-Württemberg" über den Wußler-Hof im Mittelbach und die Auswirkungen des Orkans Lothar berichtet.

## Persönlichkeiten

### Söhne und Töchter der Ortschaft
- Hans von Hornberg (vom Freihof im Mittelbach), ehemaliger Gengenbacher Schultheiße
- Reinhold Späth († 1999), ehemaliger Reichenbacher Ortsvorsteher, Träger des Bundesverdienstkreuzes, Träger der silbernen Ehrennadel des Gemeindetages Baden-Württemberg, ehemaliger stellvertretender Feuerwehrkommandant[47] und Ehrenmitglied der Feuerwehr (1989)[52], Träger des Feuerwehrehrenkreuz in Silber (1988),[52] Ehrenvorsitzender des Sportvereins[48]
- Otto Wußler (27. August 1927–1999), ehemaliger Reichenbacher Bürgermeister und Ortsvorsteher, langjähriger Vereinskassierer und von 1966 bis 1969 Kassenverwalter der Gemeinde Reichenbach, 27 Jahre aktiver Musiker und von 1964 bis 1985 Vorsitzender der Musikkapelle, 1980–1985 stellvertretender Präsident des Musikverbandes Kinzigtal, ehemaliges Mitglied des Verwaltungsrat der Sparkasse Gengenbach und dem Stiftungsrat des Spitalfonds Gengenbach[138]
- Anni Lehmann (* 1940), 22 Jahre Vorsitzende und Ehrenvorsitzende des ehemaligen Hausfrauenbund-Ortsvereins, Trägerin der Landesehrennadel in Silber[139]
- Josef Stern (1931–2022), langjähriger Reichenbacher Gemeinde- und Ortschaftsrat, Gründungsmitglied, Gründungsvorstand (1975–1982) sowie Ehrenzunftmeister der Narrenzunft
- Josef Wußler, Ehrenvorsitzender des Gesangsvereins, Träger der Landesehrennadel[140]
- Erwin Huber (* 1934), langjähriger Reichenbacher Gemeinde- und Ortschaftsrat, ehemaliger Bürgermeister- und Ortsvorsteherstellvertreter, ehemaliger Gengenbacher Gemeinderat, insgesamt 176 Dienstjahre in öffentlichen Ämtern, 20 Jahre lang Vorstand der Winzergenossenschaft, ehemaliger Landjugendvorstand, Vorstand des Beschleunigten Zusammenlegungsverfahrens der Ortschaften Reichenbach und Ohlsbach 1999–2024, Mitbegründer des Weingut Huber, Träger des Goldenen Ehrenkreuz der Feuerwehr (1995)
- Paul Boschert (* 1937), mehrfacher Bartwelt- und -europameister und langjähriger Alpenvereinsvorsitzender in Nordrach[141]
- Gerhard Roth (* 1938), 37 Jahre lang Vorsitzender und nun Ehrenvorsitzender des Blasmusikverbandes Kinzigtal (Mitte), Ehrenvorsitzender der Musikkapelle (Vorsitzender von 1983 bis 2005) und Ehrenvorsitzender der Wanderfreunde (1980–1993), Gründungsmitglied des SV Reichenbach, Träger der goldenen Vereinsnadel[101], Träger der Landesehrennadel (1992)[102] und Ehrennadel in Gold mit Diamanten (2015), seit 2002 in der Weinbruderschaft Obernai, 40 Jahre lang Sprecher der Reichenbacher Vereinsgemeinschaft[142]
- Karl Braun, Deutscher Meister im Kegeln mit der Senioren-B-Mannschaft des Kegelsvereins Offenburg
- Werner Kraushaar, seit 1988 Ehrenvorsitzender des Männergesangsvereins (Vorstand 1964–1988)[52]
- Erwin Suhm (* 1940), seit 1984 Ehrenkommandant der Reichenbacher Feuerwehr (Kommandant 1970–1984)[47][143], Träger des Deutsche-Feuerwehr-Ehrenkreuz in Silber[144]
- Albert Wußler (* 1949), Ortschaftsrat, ehemaliger Gengenbacher Gemeinderat, seit 2011 Ehrenvorsitzender des SV Reichenbach (Vorsitz 2001–2011), Bauleiter beim Bau des Sporthauses, Träger der silbernen und goldenen Ehrennadel des Südbadischen Fußballverbands[101], Gründungsmitglied der Narrenzunft, Initiator der Aktion „Ein Herz für unseren Kreisel“, Ehrenmitglied der Musikkapelle, Träger der Landesehrennadel (1996), Träger der Ehrennadel des Gemeindetags (2019) und des Verdienstabzeichen des Gemeindetages in Gold (2024)[145][146][147]
- Ewald Gißler (* 1950), 2004 zum Ehrenzunftmeister der Narrenzunft ernannt (1982–1990), Träger des Quintessenzorden des ONB[148]
- Wolfgang Armbruster (* 1954), langjähriger Ortschaftsrat, ehemaliger Jugendleiter sowie Vorstand und seit 2006 Ehrenvorsitzender des SV Reichenbach[101], Träger der silbernen Verbandsehrennadel (2001)[48]
- Karin Traunecker, 20 Jahre lang Ortschaftsrätin, 15 Jahre Mitglied des Kreistag und 10 Jahre Gengenbacher Gemeinderätin, Trägerin des Verdienstabzeichen des Städtetags in Gold sowie eine Stele des Gemeindetags[147]

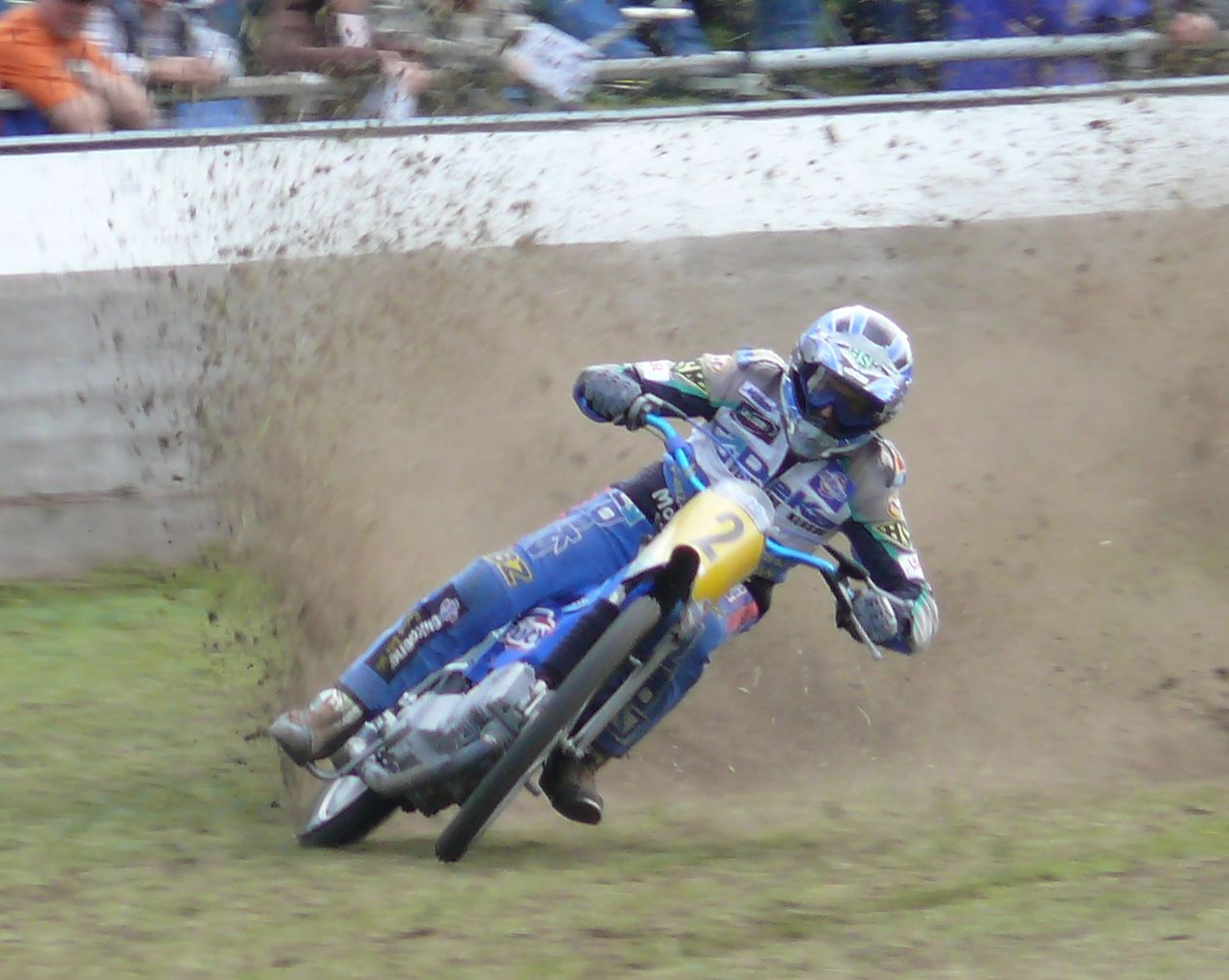
Bernd Diener 2007

- Bernd Diener 2007Bernd Diener (* 1959), Motorrad-Bahnrennfahrer[149]
- Franz Braun, Ehrenabteilungskommandant der Reichenbacher Feuerwehr (Kommandant 1994–2019)[150][151], Träger des Ehrenkreuz des Deutschen Feuerwehrverbandes in Gold, der Ehrennadel des Landes Baden-Württemberg in Gold und Sonderstufe[152][153] und des Feuerwehr-Ehrenzeichen des Landes in Gold in besonderer Ausführung[154], verpasste über 35 Jahre keine einzige Feuerwehrprobe,[155] 16 Jahre lang Hausmeister des Schulzentrums in Gengenbach[156]
- Günter Bruder, Träger der DFB Ehrennadel (2016), sowie der Verbandsehren- (2001), silbernen Verbandsehren- (2006) und goldenen Verbandsehrennadel (2011)[102]
- Martina Sester, Forscherin, Trägerin des Memento-Preises 2018[157]
- Markus Späth (* 1963), Ortsvorsteher, Träger des Verdienstabzeichen des Städtetags in Silber (2019) und der Ehrennadel des Gemeindetages (2024)[147][158], ehemaliger stellvertretender Vorsitzender, Jugendleiter und Pressewart des SVR[159]

### Träger des Bundesverdienstkreuzes
- 1985: Reinhold Späth (langjähriger Ortsvorsteher)

- 2001: Ewald Lohrmann (langjähriger Gengenbacher Gemeinderat und Reichenbacher Ortschaftsrat)

### Weitere Persönlichkeiten
- Hans Wilhelm vom Seldeneck (1878–1934), Gutsbesitzer, war Besitzer des Höllhofs und starb ebenda
- Ewald Lohrmann (* 1929), zehn Jahre Ortschaftsrat, langjähriger Gengenbacher Gemeinderat, wurde 2001 mit dem Bundesverdienstkreuz ausgezeichnet
- Heinz Harter (1940–2021), ehemaliger Vorstand und Ehrenvorsitzender des SV Reichenbach, 2000 zum Ehrenvorsitzender des Tennisclubs ernannt (Vorsitz 1975–1980)[160], Träger der goldenen OFV-Medaille[161], lebte in Reichenbach
- Gerhard Burbach († 27. Januar 2025), ehemaliger Haupt- und Realschullehrer, ehemaliger Reichenbacher Ortschaftsrat und Gengenbacher Gemeinderat, Verfasser von mehreren Festschriften, Ortschroniken und Pressespiegeln[162]
- Hans-Jürgen Klaussner (1942–2024), ehemaliger Inhaber der Möbelfirma Hukla, lebte jahrelang in Reichenbach[163][164]
- Stefan Grimm (1965–2015), ehemaliger Ortsvorsteher von Bermersbach und Geschäftsführer der Waldservice Ortenau eG, lebte zeitweise auf dem Höllhof und war währenddessen für das Waldschulheim verantwortlich[165]
- Thomas Leberer (* 1966), ehemaliger Trainer des SV Oberachern und SV Linx, lebte zweitweise in Reichenbach[166]
- Richard Weith (* 1974), Bürgermeister von Oberharmersbach, ehemaliger Reichenbacher Ortschaftsrat[167][168]